# Серии жилых домов

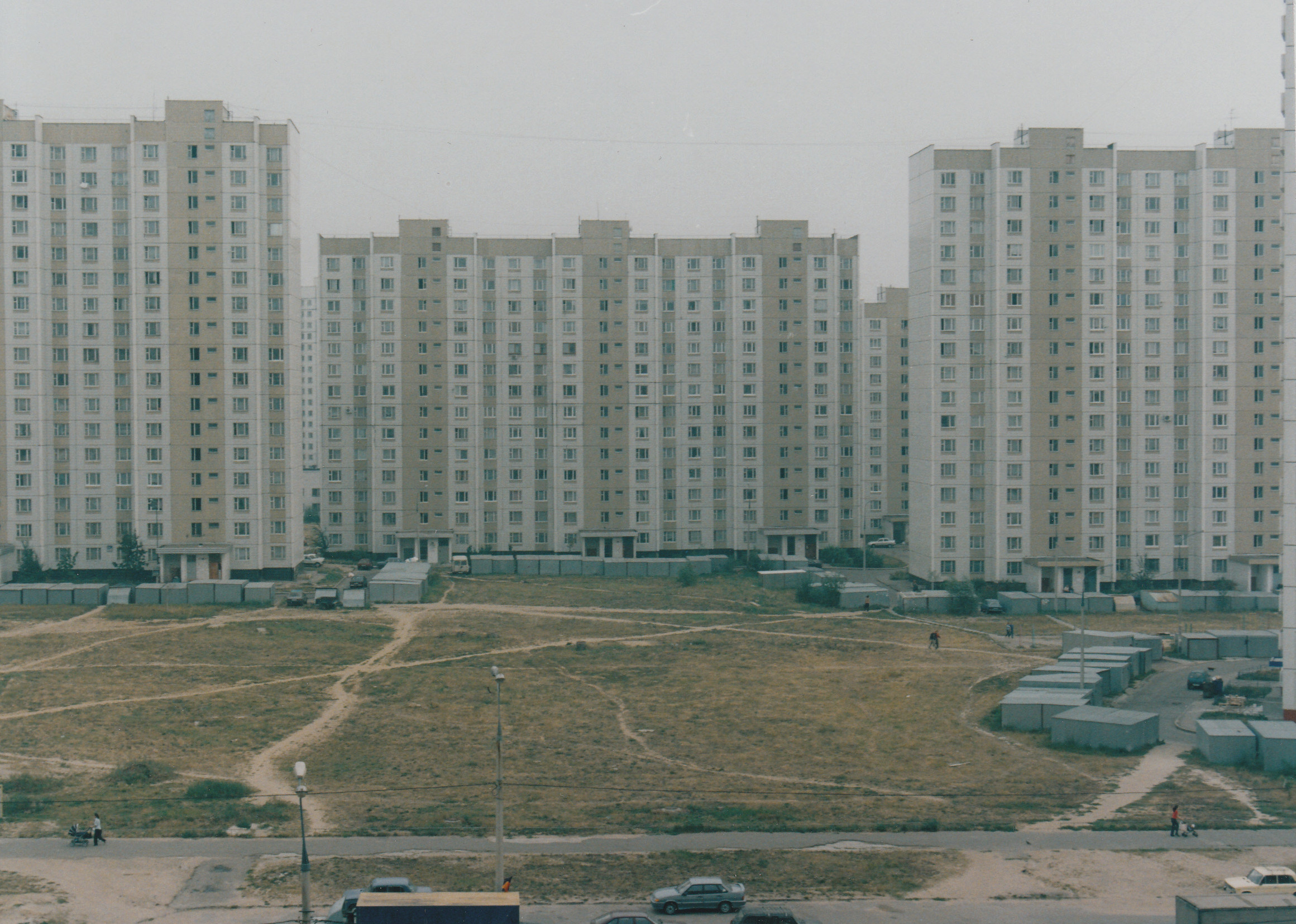
Типовые дома в Новокосине, застройка с 1986 года

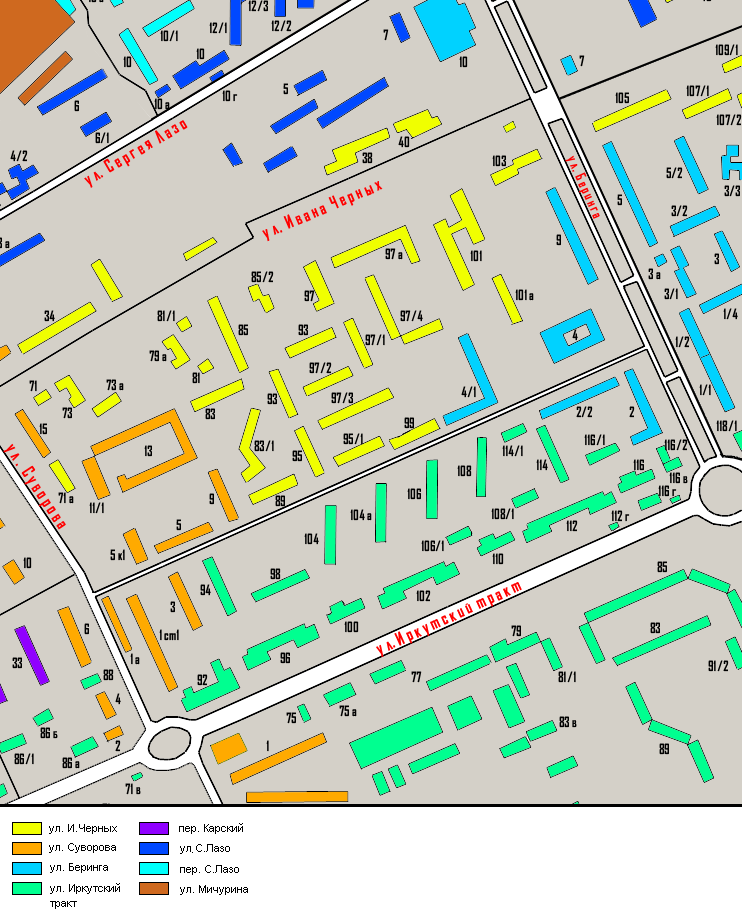
Дома типовых серий на карте 2-го микрорайона Томска

Серии жилых домов — жилые здания, построенные по объединённой в серию группе типовых проектов, которые внутри серии могут различаться этажностью, количеством секций, ориентацией и незначительными деталями архитектурной отделки. Как правило, серия жилых домов имеет ограниченный ряд планировок квартир, общий архитектурный стиль и технологию строительства. Применение серийного проектирования ориентировано на индустриализацию строительства и позволяет получить минимальную себестоимость квадратного метра жилья при высокой скорости возведения зданий, однако нередко ведёт к архитектурному обезличиванию и однообразию жилых кварталов.
Наиболее массово возводились в период урбанизации во многих странах, являясь основой архитектурного облика жилых районов многих городов. Наибольшее развитие серийное проектирование квартирных домов получило в СССР в период массового послевоенного жилищного строительства, широко применялось в социалистических и развивающихся странах, используется и в настоящее время.
По материалам, использованным при возведении несущих и наружных ограждающих конструкций, серийные дома можно подразделить на железобетонные, шлакоблочные и кирпичные. При серийном строительстве индивидуальных домов применялась также и древесина и всевозможные древесные плиты. Железобетонные конструкции по технологии строительства могут быть блочные и панельные, монолитные и сборно-монолитные.

## История
Серийное проектирование жилища ведёт начало от типовых проектов, исторически сложившихся в разных странах и у различных народов, в которых оптимально учитывались традиции и уклад жизни, погодные условия, наличие строительных материалов, благосостояние семей и т. п. Например традиционная русская срубная изба, появившаяся в IX—X вв. в ходе медленной эволюции, на протяжении веков и до настоящего времени разделилась на несколько типовых вариантов: изба-четырёхстенок беднейших крестьян, распространённая изба-пятистенок для семей среднего достатка, изба-крестовик, которую строили состоятельные жители, могла вместить большую семью или целый род из нескольких семей, менее распространены были дом кошелем и изба-шестистенок. В южных районах с более мягким климатом, где не было обилия строительного леса, ставились хаты-мазанки на каркасной основе, а у кочевых народов широко применялись легкоразборные юрты шатрового типа.

#### Возникновение доходных домов и ночлежек
С началом развития промышленности в XIX веке усилился приток рабочей силы в города. Традиционные усадебные дома крестьян не могли обеспечить концентрации большого количества населения, а низкий достаток основной массы рабочих семей не давал им возможности решить жилищную проблему самостоятельно, поэтому заводовладельцы и землевладельцы начали строить жильё на свои средства, сдавая его внаём. На окраинах городов строились бараки или традиционные избы усадебного типа, которые максимально плотно заселялись, образуя большие рабочие посёлки. В городах наибольшее распространение получили доходные дома, ставшие прообразом современных многоэтажек, их активное строительство в России началось с 1880-х годов.
Как и современный дом, доходные дома имели секционную структуру и часто строились по индивидуальным проектам. Типовое проектирование развивалось слабо, поскольку условия строительства сильно различались и зависели как от возможностей и планов заказчика, так и от планировки участка, часто ограниченного в размерах, ибо в то время господствовал квартальный принцип застройки, когда дома располагались по периметру квартала и выходили лицевой стороной на улицу, плотно примыкая друг к другу и часто поворачивая под различными углами. Планировка помещений также отличалась большим разнообразием и рассчитывалась на квартиросъёмщиков разного достатка, богатые квартиры состояли из 15 комнат и более, выходя на лицевую сторону дома, бедные находились в глубине двора, застроенного, с целью получения дохода, максимально плотно. Внутри кварталов нередко возникали узкие, плохо проветриваемые дворы-колодцы, которые из-за постоянной сырости и недостатка солнечного света часто становились рассадниками чахотки.
Для обедневших слоёв населения, которые не могли себе позволить съём квартир, строились дома-ночлежки коридорного или казарменного типа, состоявшие из большого количества небольших комнат или закутков с нарами по обе стороны коридора, протянувшегося вдоль всего здания.

### СССР

#### Предвоенный период
В первые годы после революций 1917 года в России начался «жилищный передел», все богатые квартиры, которыми считались те, где число жильцов было меньше числа комнат, были реквизированы, перед малоимущими слоями населения были сняты многие социальные и финансовые барьеры, набирала обороты политика индустриализации, все это привело к тому, что в города хлынул новый поток населения с окраин. В Москве в центр города было переселено около 500 тыс. жителей, за период с 1917 по 1920 год процент рабочих семей в пределах Садового кольца возрос с 5 до 50 %, подобные процессы шли и в других городах страны. Существовавший жилищный фонд не подходил к новым социальным условиям, богатые квартиры, которые составляли значительную часть жилплощади городов, можно было заселить только на коммунальной основе, так как массовое строительство новых и перепланировка старых зданий требовала больших затрат или была технически невозможна, возникло много квартир-коммуналок.
Для новых условий начались поиски новых типов жилья, количество проектов этого периода отличалось большим разнообразием, предпринимались попытки создания домов-коммун, которые себя не оправдали. В посёлках и городах, при заводах, по типовым проектам начали строить небольшие двухэтажные блокированные дома усадебного типа на 4-8 квартир архитекторов И. Жолтовского (1923) и А. Самойлова (1923), в деревнях по-прежнему доминировало строительство традиционных срубных домов. С 1924 года вновь возрождается секционное строительство, в 1925 году в Москве появилась первая типовая жилая секция для многоэтажного строительства, однако единой жилищной политики в СССР не было, квартиры в новых домах часто оказывались либо слишком неудобными, либо из-за больших размеров вновь заселялись на коммунальной основе.
Значительный скачок типовое проектирование получило в годы первых пятилеток. Рост населения страны почти на 40 млн человек, непрерывный приток рабочей силы в города, необходимость текущей замены старого жилищного фонда требовали массового строительства. Создаётся большое количество проектных и строительных организаций, разрабатываются технологии сборного домостроения и скоростные методы возведения, появляются первые крупноблочные дома, прорабатываются оптимальные размеры и планировка квартир.
11 февраля 1936 г. было принято постановление Правительства и ЦК ВКП(б) об упорядочивании и удешевлении строительства, в котором впервые официально был взят курс на создание крупной строительной индустрии, опиравшейся на промышленное производство строительных деталей, полуфабрикатов и конструкций. С этого момента начинается составление экспериментальных проектов и строительство первых стандартизированных зданий в городах страны.
В 1939—1940 годах были разработаны первые общегосударственные проекты малоэтажек для посёлков. Типовая жилая секция городского дома того периода имела от 4 до 6 квартир на площадке, соотношение 1-, 2- и 3-комнатных квартир составляло 10, 60 и 30 %.
Объёмы строительства возрастают от 40,2 млн м2 за 5 лет 1-й пятилетки до 81,6 млн м² за 3 года 3-й пятилетки (1938—1940 гг.). В 1940 году все жилищное строительство СССР уже ориентируется на типовые проекты зданий, рассчитанных на возведение индустриальным методом, наметился окончательный переход к градостроительному уровню решения жилищного вопроса, когда дома возводятся не поштучно как прежде, а целыми комплексами жилых кварталов, районов или поселков вместе с сопутствующей культурно-бытовой инфраструктурой, это потребовало разработки серий типовых проектов, связанных общей технологией строительства, строительными материалами, архитектурным стилем и рассчитанных на застройку всего жилого района.
В 1940 г. выходит постановление СНК СССР и ЦК ВКП(б) о государственном плане развития народного хозяйства, обозначившее курс на строительство жилых домов в городах и рабочих посёлках из местных стеновых материалов в 1-2 этажа, в связи с чем многоэтажная застройка в городах начала медленно меняться на малоэтажную и усадебную.

#### Послевоенный период
Во время Великой Отечественной войны произошёл резкий рост масштабов и объёмов типового жилищного проектирования и строительства, поскольку жильё требовалось для размещения эвакуированных на восток промышленных предприятий. Именно в это время архитектурно-проектные мастерские в сжатые сроки разработали простые в планах, дешёвые по сметам и с минимальным применением дефицитных материалов проекты жилых домов для Сибири, Дальнего Востока и Средней Азии.
Так как на оккупированных территориях было уничтожено почти 50 % жилого фонда, жилищный вопрос вновь обострился и программа послевоенного строительства требовала интенсификации отрасли. Хотя в период первой послевоенной пятилетки ресурсы страны были брошены на восстановление промышленности, в этот период была окончательно оформлена методология серийного проектирования, на единой конструктивно-инженерной основе выполнялись проекты целой серии зданий, различающихся по числу квартир, планировке, композиции помещений, при этом строительные элементы и детали зданий рассчитывались на централизованное производство в фабрично-заводских условиях.
Чтобы систематизировать огромное число типовых проектов различных мастерских, Комитет по делам архитектуры при СНК СССР начал проводить конкурсы на лучшие проектные решения, объединяя в серии лучшие типовые проекты с едиными конструктивными и инженерно-техническими решениями и выпуская общесоюзные каталоги типовых проектов. Уже в 1947 году Комитет по делам архитектуры ввёл в общесоюзный каталог 5 проектов двухэтажных кирпичных секционных домов с водоснабжением и канализацией, спроектированных в 1946 г. архитектурно-проектной мастерской № 1 Министерства нефтяной промышленности восточных районов СССР во главе с С. А. Маслихом.
В первые послевоенные годы в основном строились дома небольшой этажности в 2-5 этажей, комплексные серии насчитывали до 50 типовых проектов. Благодаря простоте конструктивного решения и экономичной планировке квартир, в малых городах и посёлках широкое распространение получила серия № 228 («Горстройпроект») и схожие с ней серии № 201—206, 211, 221—227, 241, 242, 261, 262 разработки «Государственных архитектурных мастерских», «Гипроавиапрома», «Военпроекта», «Союзстромпроекта», «Техбюро академии архитектуры» и др.
Новые типовые проекты были разработаны на основе материалов Всесоюзного конкурса 1956 года, где кроме основного типа дома для посемейного расселения, первоначально предусматривались и дома с коммунальными квартирами для малосемейных (2 чел.) и одиночек, имевшие общую кухню и санузел. В начале 1960-х жилищная политика была пересмотрена, решено было полностью отказаться от коммуналок, а темпы строительства сохранить за счёт повышения экономичности жилья, снижая его себестоимость. Помимо максимальной индустриализации (по стране было организовано около 400 строительных комбинатов), себестоимость строительства уменьшалась за счёт перехода с кирпичного на крупнопанельное домостроение (удельный вес которого в 1959—1964 годы вырос в 10 раз), уменьшения подсобной площади квартир, понижения высоты потолка, и минимизации затрат на внешнюю отделку зданий. В результате себестоимость квартиры уменьшилась на 35 %, что позволило обеспечить полное посемейное расселение при тех же затратах на строительство. Основные серии крупнопанельных жилых домов этого периода: 335, 463 (Украинская ССР), 464 (институт «Гипростройиндустрия»), 467 (КБ по железобетону Госстроя РСФСР), 468 («Горстройпроект»), 515 (Москва).
С начала 1960-х годов жилищное строительство в СССР было основано на промышленном домостроении — сооружении микрорайонов из 5- и 9-этажных серийных панельных домов. Это снижало себестоимость строительства и позволяло увеличить ввод жилья, а также делало его намного более комфортным, чем коммунальные квартиры, уже потому, что отныне каждая квартира проектировалась из расчёта заселения одной семьёй (хотя до сих пор существует практика использования квартир в типовых домах в качестве коммунальных), а не несколькими. Одновременно со строительством крупнопанельных домов стали появляться и серийные дома из «блоков» — тех же панелей, только не во всю стену.

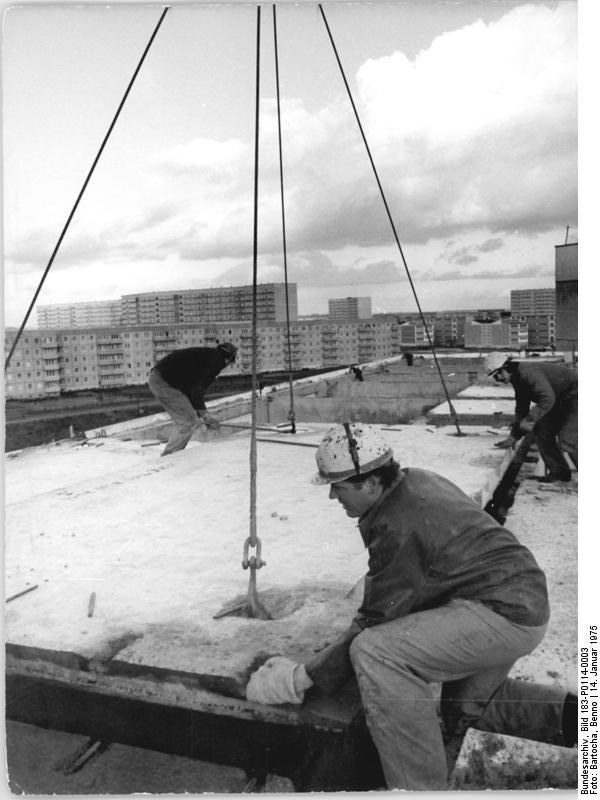

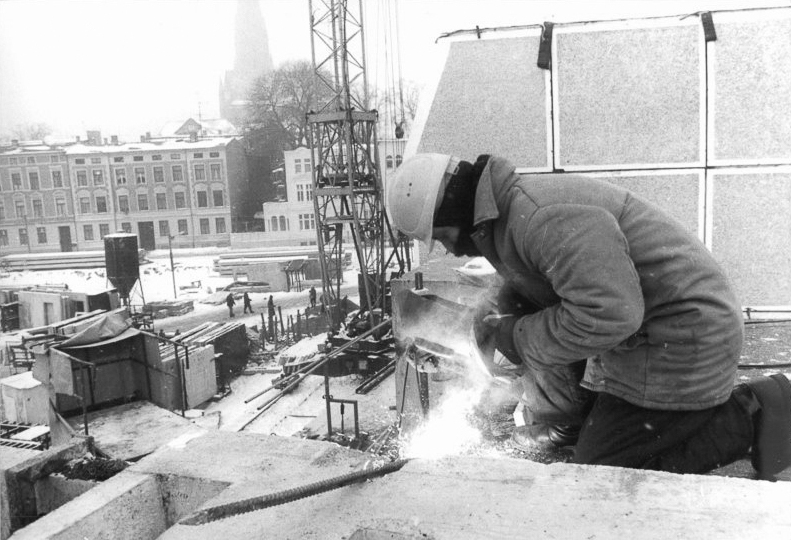

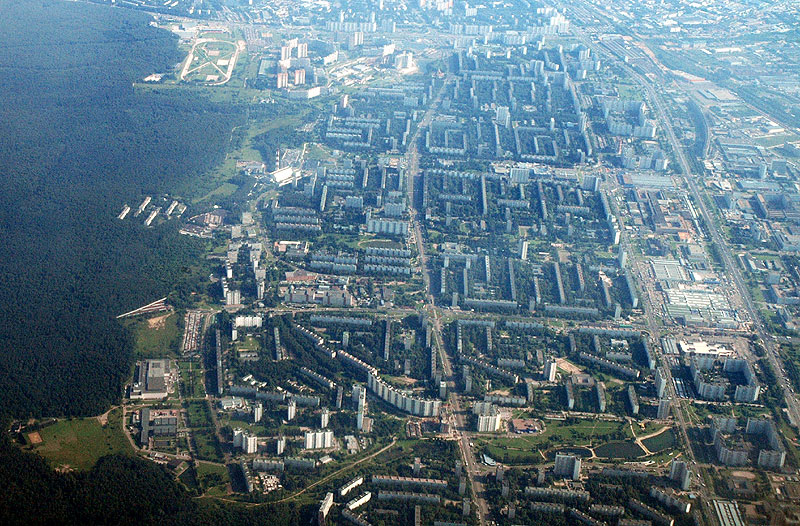
Чертаново, вид из самолёта

В СССР предвестниками грядущего массового строительства на основе индустриальных блоков и панелей стали шлакоблочные «сталинки». Архитектура этих зданий утилитарна, отсутствуют украшения, неоштукатуренный силикатный кирпич для наружных стен, почти плоские фасады со стандартным лепным декором.
Первый в СССР четырёхэтажный каркасно-панельный дом сооружён в 1948 году в Москве на 5-й ул. Соколиной горы (Г. Кузнецов, Б. Смирнов). В настоящее время его адрес — Проспект Будённого, 43. В это время руководством страны перед строителями была поставлена задача создать максимально дешёвый проект жилого дома с возможностью посемейного заселения (то есть с отдельными, а не коммунальными квартирами). Первым этапом выполнения этой задачи было внедрение идеи индустриального панельного домостроения с несущим каркасом. В 1948—1951 году М. В. Посохин, А. А. Мндоянц и В. П. Лагутенко застроили 10-этажными каркасно-панельными домами квартал в Москве (улицы Куусинена, Зорге). В том же году разработан проект бескаркасного панельного дома (строились в начале 1950-х в Магнитогорске). В 1954 году в Москве на 6-й ул. Октябрьского поля сооружён 7-этажный бескаркасный панельный дом (Г. Кузнецов, Б. Смирнов, Л. Врангель, З. Нестерова, Н. А. Остерман). Хрущёвки, проектирование которых велось с конца 1940-х, пошли в серию после исторического постановления 1955 года «Об устранении излишеств в проектировании и строительстве» («внешне-показная сторона архитектуры, изобилующая большими излишествами», характерная для сталинской эпохи, теперь «не соответствует линии Партии и Правительства в архитектурно-строительном деле. … Советской архитектуре должна быть свойственна простота, строгость форм и экономичность решений»).
Идеологическое и научное обоснование нового курса сводилось к следующим пунктам:
- коммунальная квартира не являлась проектом советской власти, а была результатом экономии средств во время индустриализации;
- проживание нескольких семей в одной квартире — ненормально и является социальной проблемой;[11]
- коммунальные квартиры — экономически невыгодный тип жилья, не удовлетворяющий современным требованиям;
- проблема коммунальных квартир может быть решена посредством массового строительства с использованием новых технологий.

Поворотной точкой стали постановления «О мерах по дальнейшей индустриализации, улучшению качества и снижению стоимости строительства» 1956 и «О развитии жилищного строительства в СССР» 1957 года. Задание партии строителям состояло в том, чтобы разработать к осени 1956 года проекты, позволяющие резко удешевить строительство жилья и сделать его доступным для трудящихся. Так появились знаменитые «хрущёвки». Цель проекта была в том, чтобы в 1980 году каждая советская семья встретила коммунизм в отдельной квартире.
Впрочем, к середине 1980-х годов отдельные квартиры имелись только у 85 % семей: в 1986 году Михаил Горбачёв отодвинул сроки на 15 лет, выдвинув лозунг «Каждой советской семье — отдельную квартиру к 2000 году». Для этого была разработана государственная программа «Жильё-2000». позволившая увеличить темпы жилищного строительства с 119,8 млн кв. метров в 1986 году до 152,0 млн кв. метров в 1989-м..
В 1959 году XXI съезд отметил существование жилищной проблемы и назвал развитие жилищного строительства «одной из важнейших задач». Предусматривалось, что в 1959—1965 гг. будет сдано в 2,3 раза больше квартир, чем в прошлой семилетке. Причём упор делался на отдельные, а не коммунальные квартиры.

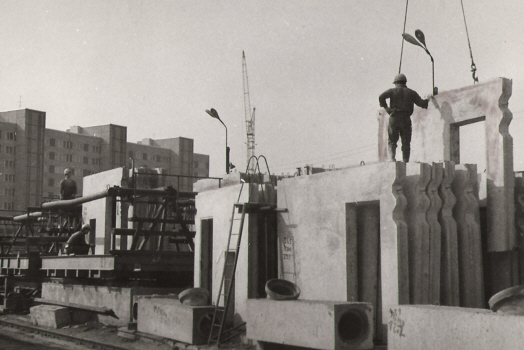
Панельные здания, строившиеся в 1980-е в Берлине и Дрездене

Прототипом для первых «хрущёвок» стали панельные здания, строившиеся в Берлине и Дрездене с 1920-x годов. Строительство жилых домов «хрущёвок» продолжалось с 1959 по 1985 год. Это позволило ежегодно вводить 110 млн квадратных метров жилья. Была создана соответствующая производственная база и инфраструктура: домостроительные комбинаты, заводы ЖБИ и т. д. Первые домостроительные комбинаты были созданы в 1959 году в системе Главленинградстроя, в 1962 году организованы в Москве и в других городах. В частности, за период 1966-1970 годов в Ленинграде 942 тысячи человек получили жилую площадь, причём 809 тысяч вселились в новые дома и 133 тысячи получили площадь в старых домах. С 1960 года ведётся строительство жилых 9-этажных панельных домов, с 1963 года — 12-этажных.

## Обозначение
Каждый типовой проект здания, разработанный в СССР, обозначается стандартным шифром, состоящим из серии цифр, разделённых дефисами вида:
ТТМ-ССС-ХХ
где:

| - ТТ — тип здания жилые 11 — Многосекционные многоквартирные жилые дома; 12 — Односекционные многоквартирные жилые дома; 13 — Многоквартирные жилые дома галерейного типа; 14 — Дома усадебной застройки на 1…6 квартир в двух уровнях; 15 — Дома для малосемейных; 16 — Общежития, дома-интернаты, культурно-бытовые здания; 17 — Дома для сельского строительства с поэтажными квартирами и раздельными входами; 18 — Дома усадебной застройки на 1 — 2 одноэтажные квартиры; 19 — Хозяйственные строения для домов усадебной застройки. общественные 21 — Детские дошкольные учреждения; 22 — Школы и внешкольные учреждения; 23 — ПТУ, средние, специальные, высшие учебные заведения, учебные пункты, комбинаты; 24 — Учреждения санаторно-курортного лечения, отдыха и туризма; 25 — Лечебно-профилактические учреждения; 26 — Зрелищные и культурно-просветительные, для органов управления и общ. организаций; 27 — Предприятия торговли и общественного питания. Общественные центры; 28 — Предприятия бытового обслуживания и коммунального хозяйства; 29 — Физкультурно-оздоровительные и спортивные здания и сооружения. | - М — материал стен здания 1 — Панели; 2 — Здания с несущим каркасом; 3 — Блоки; 4 — Кирпич; 5 — Туфовый камень; 6 — Бревна или брус; 7 — Объемные модули полной заводской готовности; 8 — Монолитный бетон. - ССС — Номер серии, к которой принадлежит типовой проект. - ХХ — Порядковый номер проекта. |

В конце шифра, после косой черты или точки, часто обозначаются индексы корректировки проекта и год его создания (последние 2 цифры):
1 — как правило, означает корректировку проекта в период 1974—1976 гг.

2 — в период 1982—1983 гг.
Если здание спроектировано для особых геологических условий, в конце номера проекта, перед индексом корректировки, могут стоять буквы:
в — Для подрабатываемых территорий;
п — Для просадочных грунтов;
м — Для вечномёрзлых грунтов;
с — Для строительства в сейсмических районах;
Пример:
Типовой проект 113-81-3/1.2
Многосекционный многоквартирный жилой дом (11) из блоков (3) серии 81, номер проекта в серии — 3, проект корректировался дважды.
Аналогичным образом обозначаются типовые проекты блок-секций серийных домов, но первая группа цифр (ТТМ) в них отсутствует, а обозначается только серия и номер проекта, который всегда начинается с цифры «0» (ССС-0Х).
В обозначение может входить также и проектная долговечность здания, которая имеет 4 степени:
I — Более 100 лет.
II — От 50 до 100 лет.
III — От 20 до 50 лет.
IV — От 5 до 20 лет.

## Технология

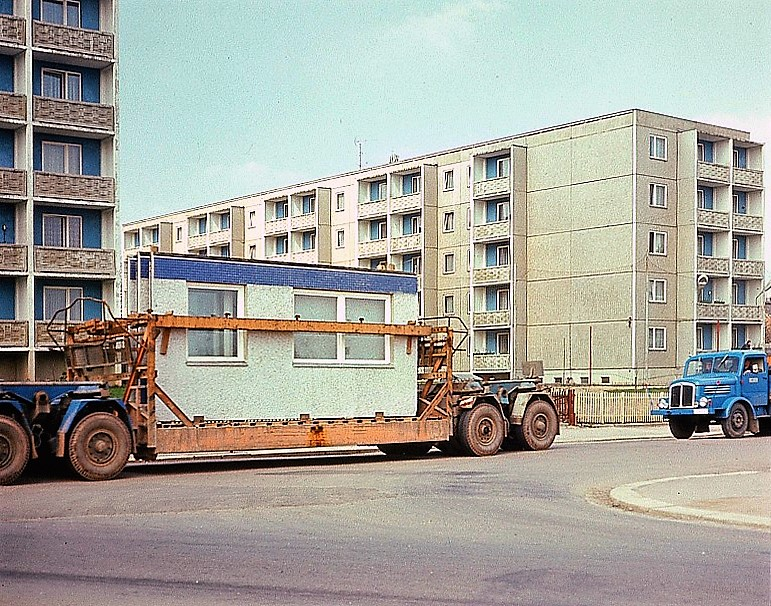
Компоненты панельного дома, представляющие собой крупные железобетонные плиты

Среди типовых наибольшее распространение получили крупнопанельные жилые дома.

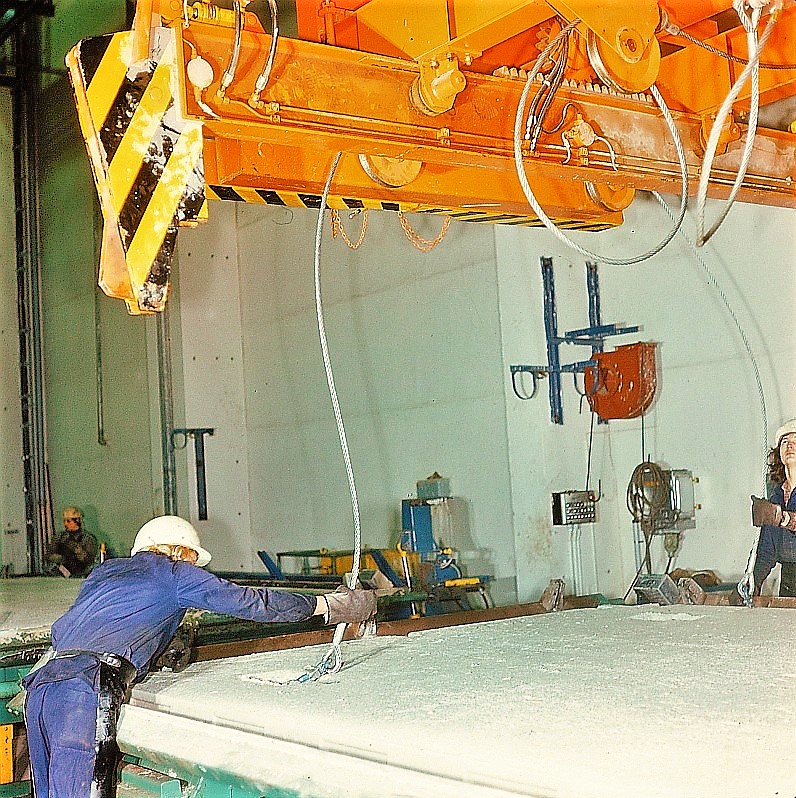
Компоненты панельного дома, изготовленные в заводских условиях

Компоненты панельного дома представляют собой крупные железобетонные плиты, которые изготавливают на заводах. В заводских условиях ЖБИ изготавливаются по существующим ГОСТам, поэтому предполагается, что их качество должно отличаться в положительную сторону от изделий, произведённых прямо на стройплощадке. На стройплощадку доставляют уже готовые детали сооружения, которые строителям остаётся лишь смонтировать. В результате чего производительность труда на такой постройке очень высока. Площадь строительной площадки гораздо меньше той, что необходима при строительстве кирпичного дома. Главным преимуществом панельного домостроения перед монолитным является отсутствие непосредственно на стройплощадке больших объёмов установки арматуры и бетонирования.

## Список серий жилых домов

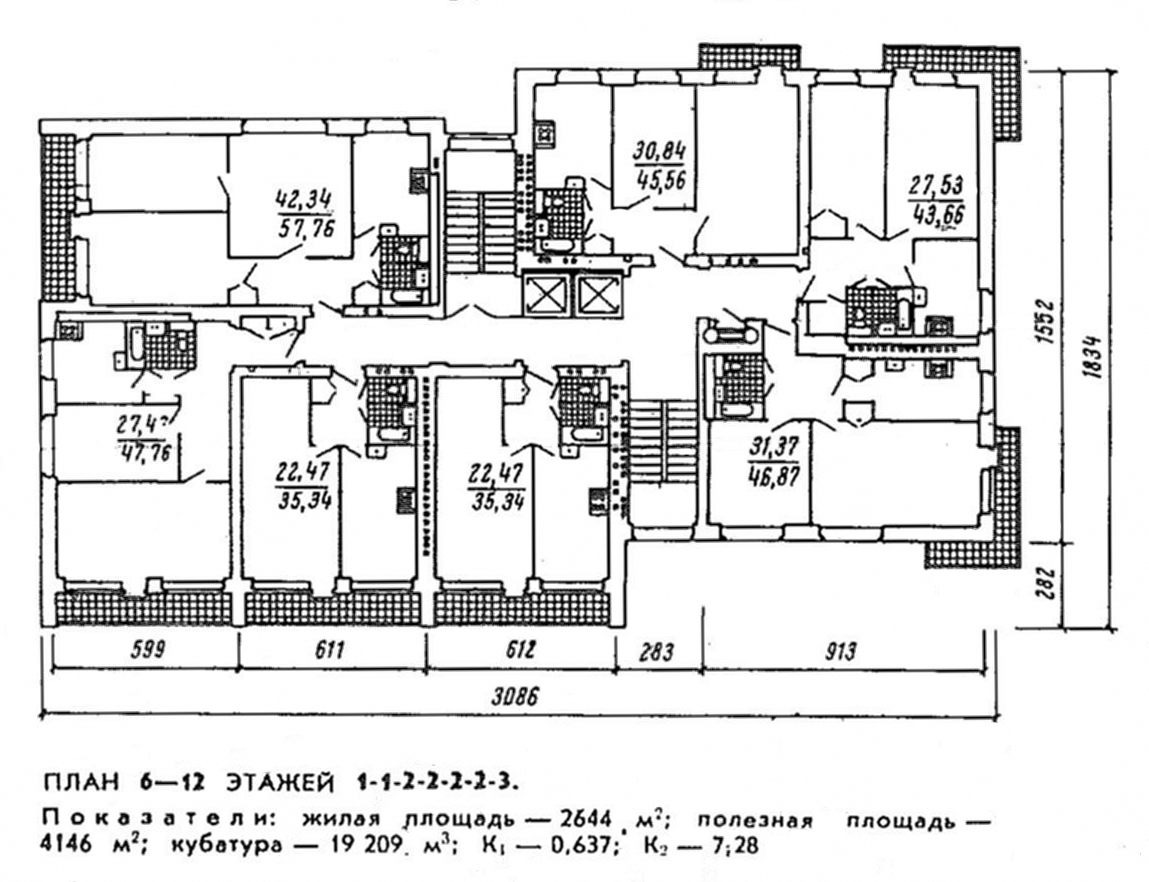
Схема-план типового этажа дома типа Щ-5416

### 1940-е годы
В городе Берёзовском (пригород Свердловска) в декабре 1945 года был собран первый в стране панельный дом.
С 1947 года в Академии архитектуры СССР ведутся разработки полносборного крупнопанельного жилища. Строятся каркасно-панельные и бескаркасные дома:
- 4-5-этажные (Москва, Ленинград, Магнитогорск)
- 8-этажные с панелями на два этажа (Москва)

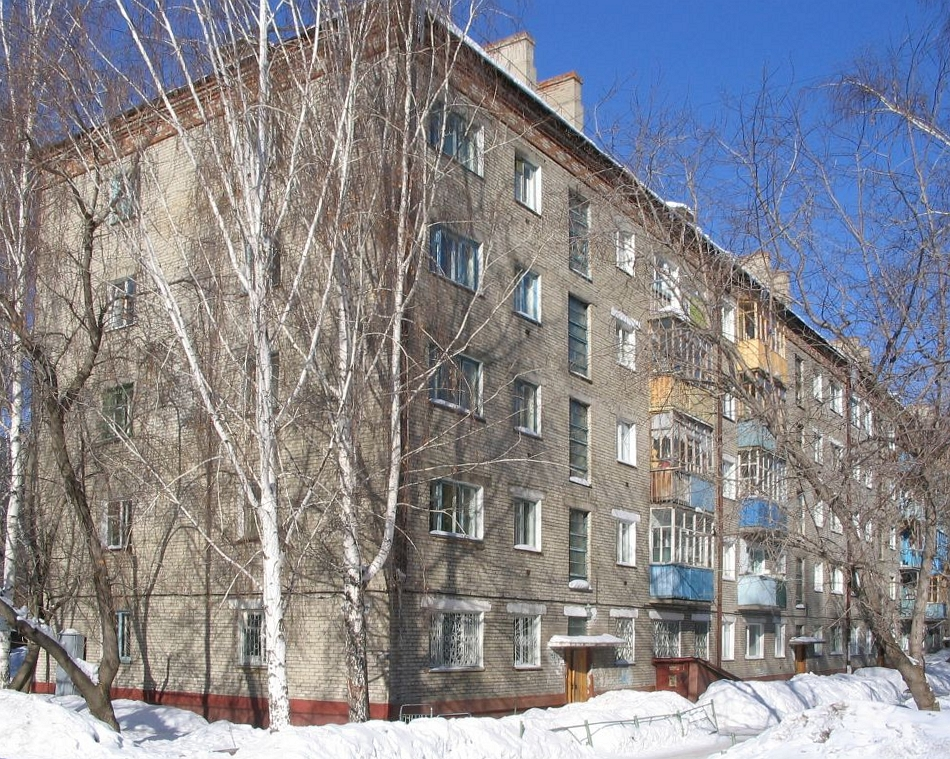
Кирпичная хрущёвка серии 1-447 в Томске

### 1950-е годы
Высота в 5 этажей была выбрана потому, что по нормам того времени это была наибольшая этажность, при которой разрешалось строить дома без лифта (впрочем, иногда строились дома и в 6 этажей — с магазином на первом этаже).
- II-01
- II-02
- II-03
- II-04
- II-05
- II-08

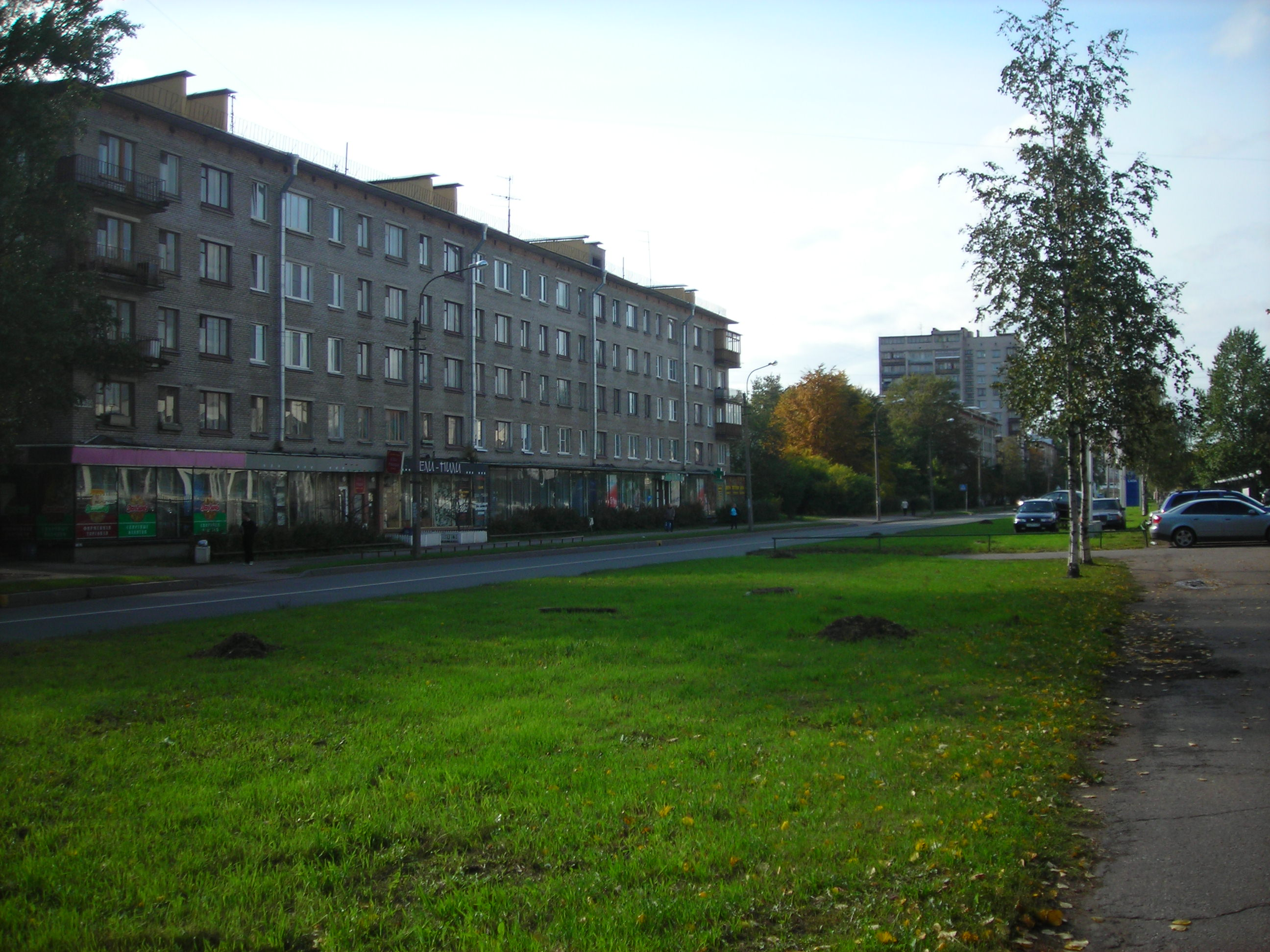
Кирпичная хрущёвка с магазином на первом этаже в Санкт-Петербурге

- Мм 1-3. Одна из не очень известных серий пятиэтажных жилых домов, строилась в 1956—1959 г. Города распространения — Москва (север города), пос. Рублёво.
- 1-440. Разработчик: Мастерская им. В. А. Веснина, 1958 г. Города распространения — СССР (общесоюзная серия).
- 1-149. Разработчики: Горстройпроект (г. Москва) и п/я 53 (строительное предприятие, обслуживавшее атомные объекты). Встречается в центрах атомной промышленности (Саров, Железногорск, Первоуральск и т. д.), а также в Новосибирском Академгородке (четверть исторического жилого фонда Верхней зоны).
- 1-419, были распространены в Новосибирской, Иркутской, Свердловской областях.
- 1-506, Разработчик: институт «Ленпроект».

Серии, разработанные в период правления Хрущёва, часто называют «хрущёвками». Они отличались рядом неудобств:
- маленькие и часто нерациональные размеры кухонь и жилых комнат,
- узкие коридоры и лестничные клетки,
- низкие потолки,
- проходные комнаты,
- совмещённые санузлы,
- плохая шумоизоляция,
- недостаточная теплоизоляция — прохлада зимой и наоборот — жара летом (особенно на верхних этажах),
- ряд недоделок при строительстве, которые жильцам зачастую приходилось устранять самостоятельно.

### 1960-е годы
- 1-502 Панельный пятиэтажный дом.
- 1-504 Панельный пятиэтажный дом.
- 1-507 Панельный пятиэтажный дом.
- 1-510 Блочный пятиэтажный дом.
- 1-511 Кирпичный пятиэтажный дом.
- 1-447 Кирпичный пятиэтажный дом.

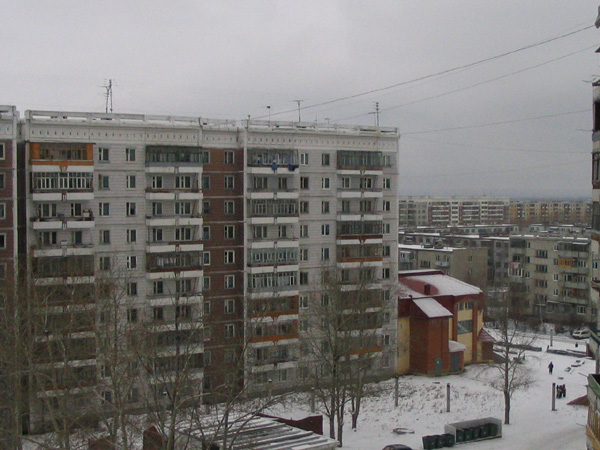
Каштак (Томск)

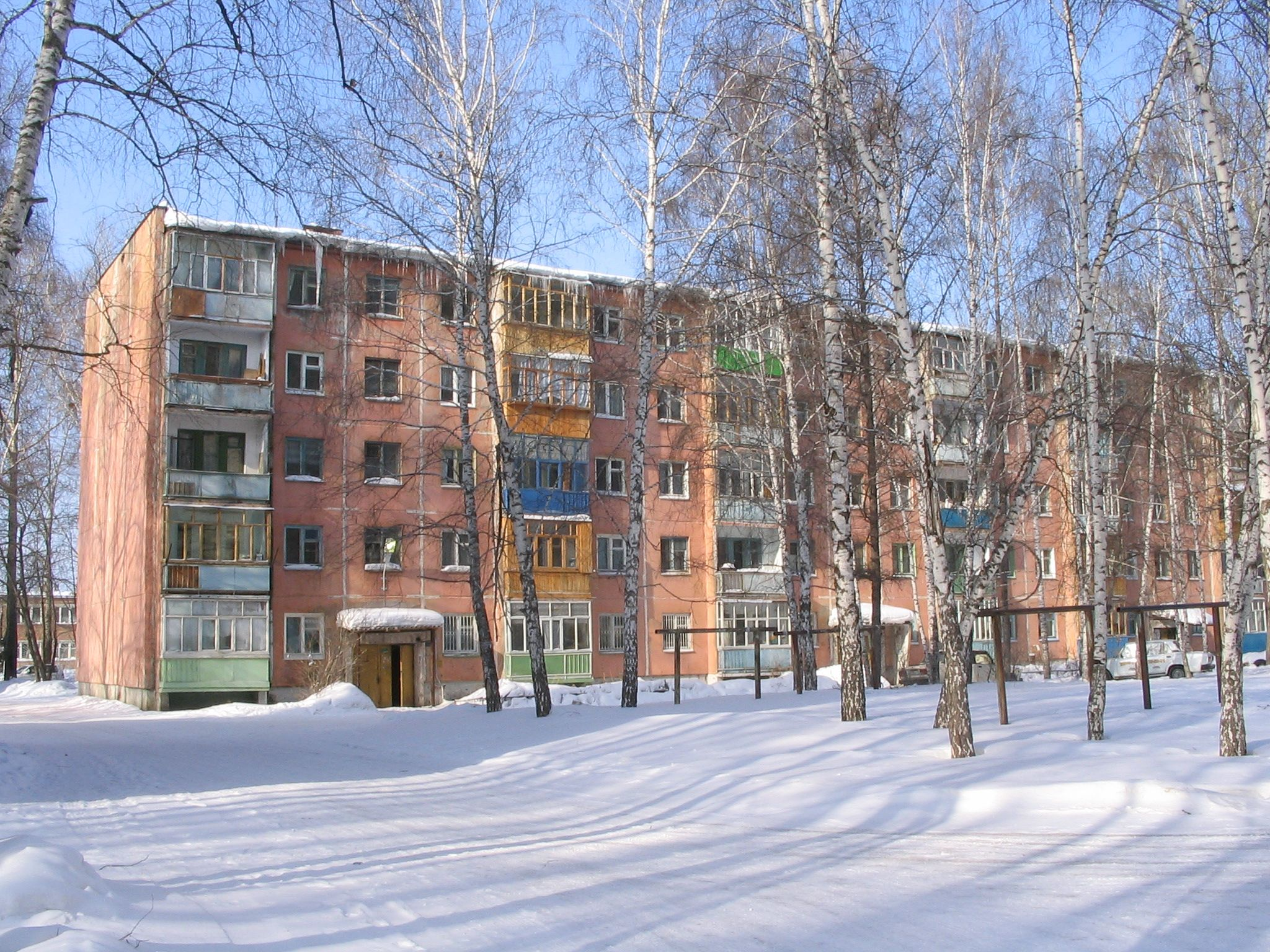
Панельная хрущёвка серии 1-515/5 в Томске

- 1-528КП-40 Кирпичный девятиэтажный дом.
- 1-528КП-80 Кирпичный четырнадцатиэтажный дом.
- К-6 Панельный пятиэтажный дом.
- К-7 Панельный пятиэтажный дом. В Москве сносятся с конца 1980-х. Панели, из которых строили эти дома, в большинстве случаев облицованы белым квадратным кафелем со стороной около 5 см. Дома подобного и похожих типов получили в народе название: «хрущобы». Ещё одна особенность — выступающие элементы каркаса по углам комнат. В основном дома этой серии строились с 1-, 2- и 3-комнатными квартирами, по три квартиры на этаже. В 1-м и 2-м микрорайонах Зеленограда были также дома этой серии с 4-комнатными квартирами (например, корп. 101—103, но сейчас все они снесены). Высота потолка — 2,48 м (по другим сведениям — 2,59 м). Вертикальный шаг — приблизительно 2,85 м. Горизонтальный шаг — 3,20 м. Наружные стены сделаны из шлакокерамзитобетонных блоков толщиной 400 мм. Внутренние бетонные панели толщиной 270 мм. Перегородки — гипсобетонные панели толщиной 80 мм. Перекрытия — железобетонные панели толщиной 220 мм. В Санкт-Петербурге серия получила название «ОД».
- II-18/12 — блочный двенадцатиэтажный дом.
- II-32 — серия панельных пятиэтажных многосекционных жилых домов, одна из первых серий индустриального домостроения, основа некоторых районов массовой жилой застройки 60-х годов. В Москве сносятся с середины 1990-х.
- II-29 Кирпичный 9-этажный дом. В Москве один дом этой серии стоит внутри Бульварного кольца (Хохловский переулок, дом 10, стр. 7)
- II-49 панельный девятиэтажный дом.
- II-57 серия 9- и 12-этажных домов.
- 1-318 Кирпичный 5-этажный жилой дом. Дома этой серии возводились с 1958 года (Украина, Литва, Эстония)
- 1-335 Панельный 5-этажный жилой дом. Наиболее часто встречающаяся по всему бывшему СССР серия панельных 5-этажных жилых домов. Дома этой серии возводились с 1956 г. по 1966 год, после чего перешли к строительству модернизированных серий 1-335а и 1-335д, которые производились по 1976 год включительно.
- 1-464 Панельный 5-этажный жилой дом (Россия, Беларусь, Украина, Литва, Латвия).
- 1-468 Панельный 5-этажный жилой дом, разработанный в Горстройпроекте в 1960-м году. От серии 1-464 отличается смешанным шагом поперечным несущих конструкций. Серия производилась локальными заводами ЖБИ в Новосибирске, Перми и многих других городах Советского Союза.
- БМ-4 Серия жилых домов для районных центров и маленьких городов (Беларусь).
- МГ-601 — серия панельно-каркасных домов, которые строились в Москве с 1965 по 1975 год. От 14 до 24 этажей, но наиболее распространены 16- и 17-этажные версии. Строились только в Москве и Московской области.
- Щ-5416 Кирпичный 12-этажный 84-квартирный дом. Серия домов строилась на средства жилищно-строительных кооперативов в разных районах Санкт-Петербурга.

### 1970-е годы

Дома в Зиепниеккалнсе: панельные здания серии 119

В 1970 году был принят Единый каталог строительных деталей, на основе которого в дальнейшем разрабатывались типовые проекты.

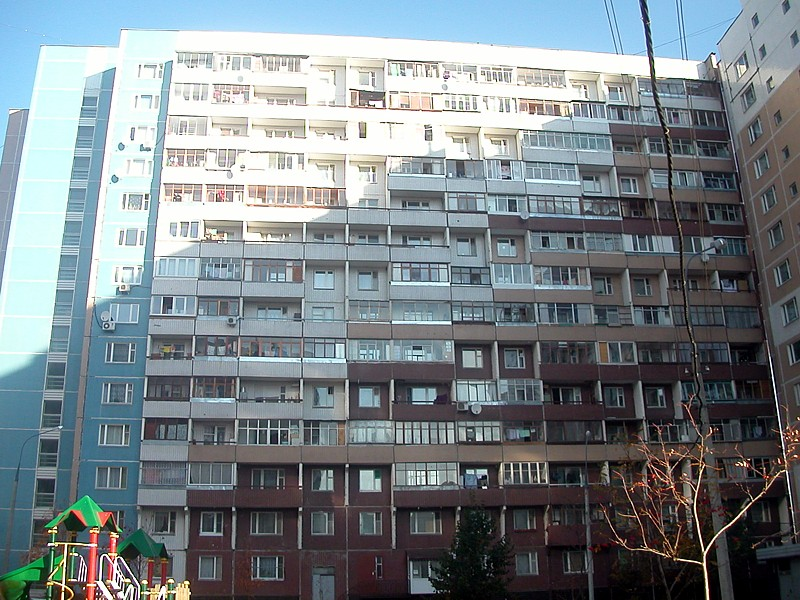
дом серии П-46 в Зеленограде. Этажность: 14

- 1-515/9ш — многосекционный панельный дом с рядовыми секциями. В доме 1-, 2-, 3-комнатные квартиры. Проектом предусмотрены балконы. Этажность: 9 этажей. Высота жилых помещений: 2,60 м.
- 1-528КП-84Э — кирпичный четырнадцатиэтажный дом.
- 1605/9 — многосекционный панельный дом с рядовыми и торцевыми секциями, 1-, 2-, 3-комнатными квартирами. Этажность: 9 этажей. Высота жилых помещений: 2,64 м.
- 1605/12 — аналог 1605/9 с увеличенным до 12 числом этажей.
- II-18/9 — серия блочных 9- и, первоначально, 8-этажных односекционных (одноподъездных) жилых домов, одна из первых серий домов повышенной этажности индустриального домостроения.
- II-29 — кирпичный многосекционный жилой дом с рядовыми и торцевыми секциями. В доме 1-, 2-, 3-комнатные квартиры. Этажность: 9. Высота жилых помещений: 2,64 м.
- II-32
- II-49 — многосекционный панельный дом с рядовыми и торцевыми секциями. С 1-, 2-, 3-, 4-комнатными квартирами. Возможны различные варианты компоновки квартир в секции. Этажность — 9. Высота жилых помещений: 2,64 м.
- II-57 — многосекционный панельный дом. Этажность: 9 (ранние представители серии), 12 и 17 этажей (экспериментальные, построено только 2 дома в Москве, т. н. «дома на ножках»). Высота жилых помещений — 2,64 м. Перекрытия керамзитобетонные — 140 мм (плита «на комнату»), несущие стены поперечные, продольные диафрагмы жёсткости керамзитобетонные — 120 (9-, 12-этажные), 160 (12-, 17-этажные) мм, наружные панели керамзитобетонные — 350 мм, 320 мм (17-этажные).
- II-66 — серия жилых 9-этажных кирпичных домов.

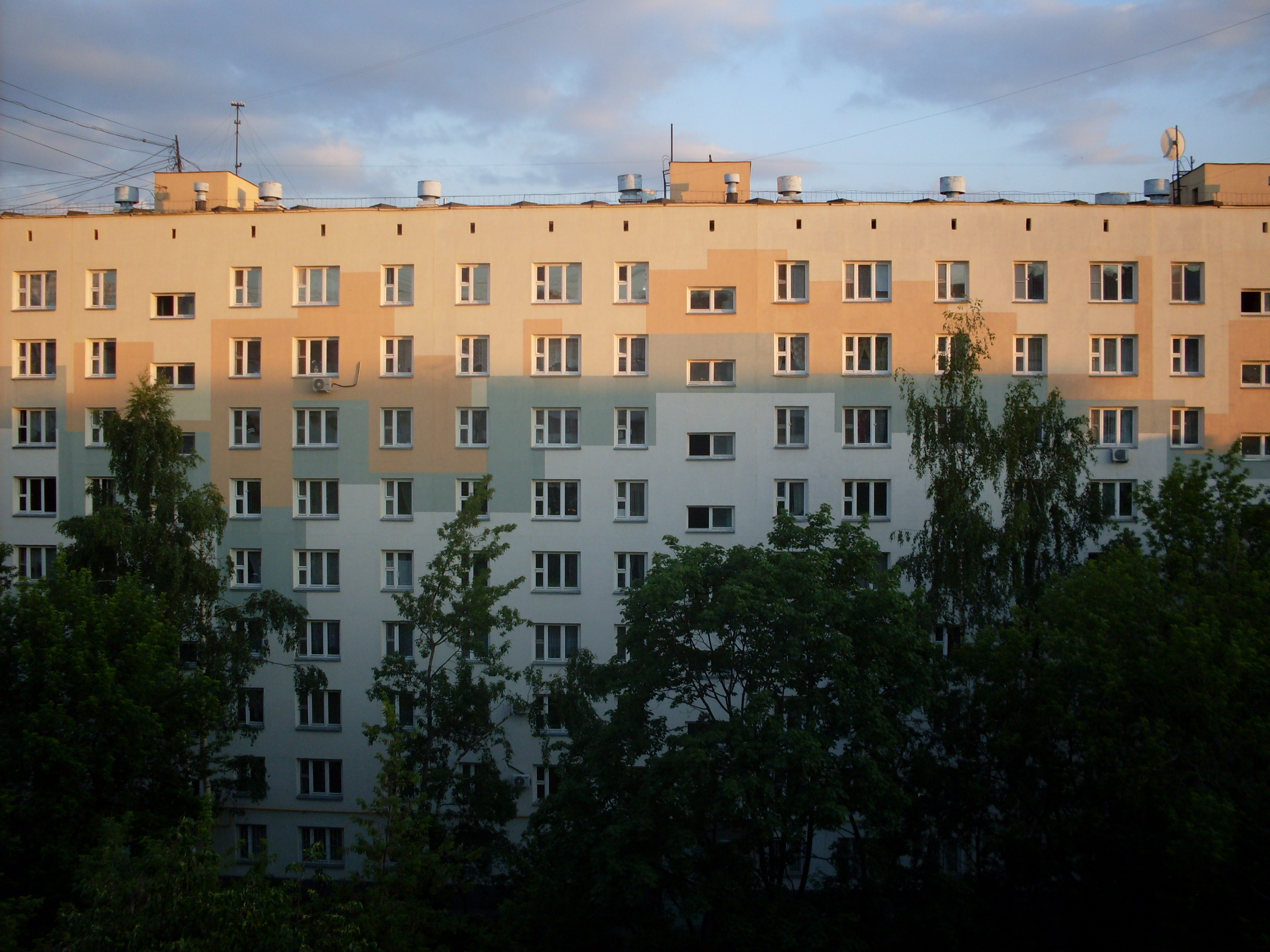
Девятиэтажный панельный дом серий 1-515/9ш в Москве (Люблино)

- Девятиэтажный панельный дом серий 1-515/9ш в Москве (Люблино)II-68 — серия одноподъездных 16-этажных домов. Особенностью данной серии являются утолщённые стены, состоящие из двух панелей, а также улучшенная шумо- и теплоизоляция за счёт керамзитного устройства покрытия полов. Реже встречаются здания этой серии высотой 14 этажей. Дома этой серии практически без изменений строились в течение 30 лет. Этажность: 16 этажей. Высота потолков: 2,48 м.
- II-68-03 Многосекционный блочный жилой дом с рядовыми и торцевыми секциями. В доме — 1 (только на первом этаже), 2-, 3-комнатные квартиры. Этажность: 12. 2 жилых помещений: 2,50 м. Технические помещения: Техподполье для размещения инженерных коммуникаций. Лифты: Пассажирский грузоподъёмностью 400 кг, грузопассажирский.
- 1ЛГ-600 (Автовский ДСК) — так называемые «дома-корабли».
- 111-90 — серия крупнопанельных многосекционных жилых домов индустриального домостроения. Серия разработана ЦНИИЭП Жилища в конце 1960-х гг. В промышленное производство серия была запущена в 1971 г.
- 111-96 — серия крупнопанельных 9-этажных домов для Украины.
- М111-90 — серия крупнопанельных 9-, 12-, 16-этажных домов для Беларуси.
- 111—108 — серия крупнопанельных 5-, 9- и 10-этажных домов (г. Витебск, Великий Новгород, Луга, Тосно, Череповец, Смоленск, Вологда и города Башкирии — Уфа, Салават, Ишимбай и Белорецк).
- 111—120В — серия крупнопанельных 5-этажных домов (г. Вильнюс).
- 111-121 — (серия 121) квартиры выделяются сравнительно хорошими планировками.
- 111-134 — серия крупнопанельных 9-, 12-, 16-этажных домов (г. Киев, Донецк, Волгоград).
- 114-85 — общесоюзная серия исключительно-кирпичных 5-, 9- и 10-этажных жилых домов с поперечными несущими стенами толщиной от полутора (внутренние несущие) до трёх кирпичей (наружные несущие по торцам) и наружными самонесущими стенами толщиной в два с половиной кирпича с ленточным фундаментом на плитах без свай.
- 3А-ОПБ — серия объёмно-блочных домов, строились в Минске и области.
- М-464 — серия крупнопанельных 9-этажных домов (г. Минск, Минская область).
- 1-ЛГ-606

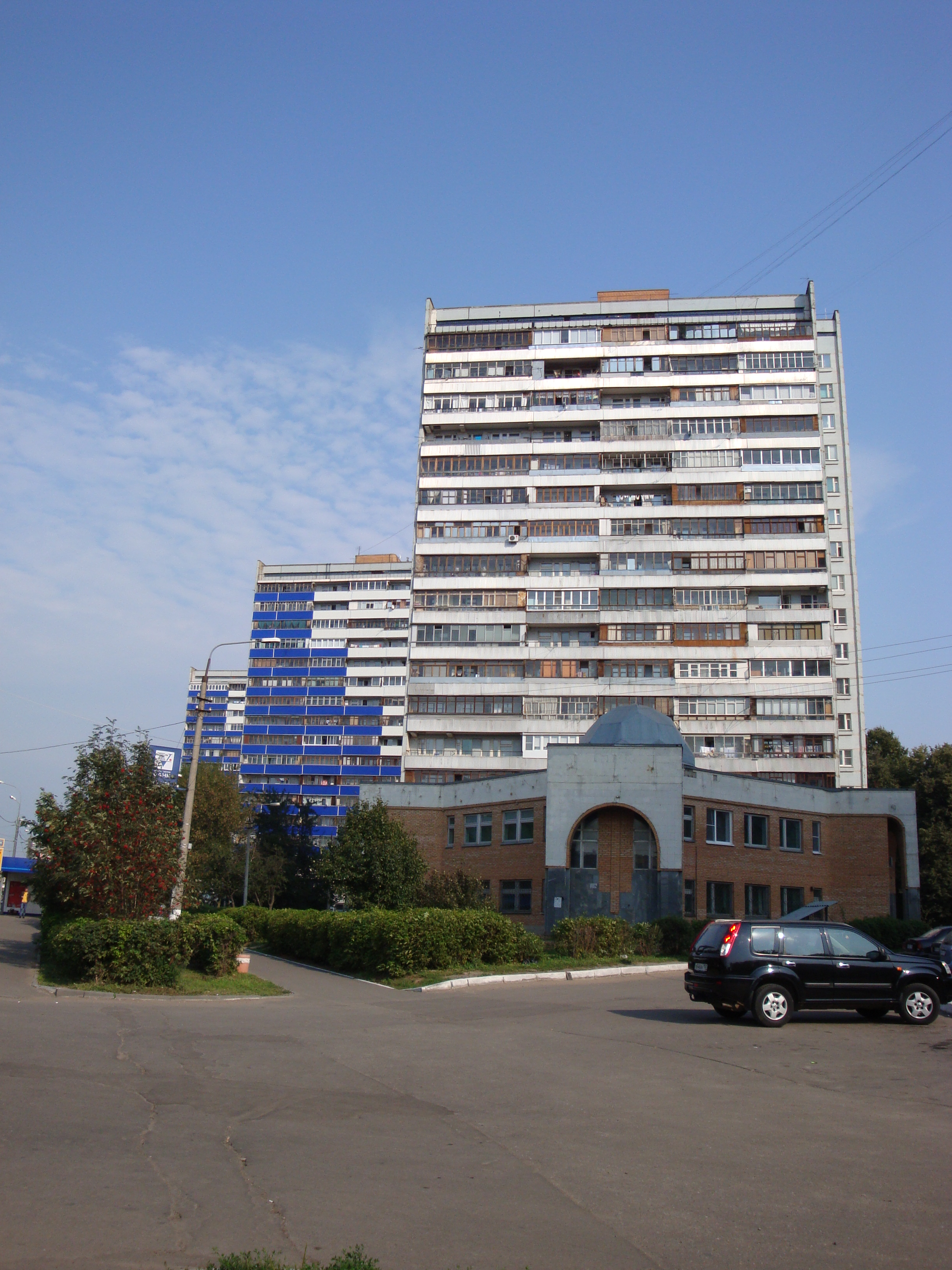
Дома серии К7/16 в г. Подольске, Московская область

- К7/16 и К8/16 — небольшая серия одноподъездных 16-этажных панельных домов (с середины 1970-х по начало 2000-х было построено всего несколько десятков домов: южная половина Москвы, Подольск, Троицк). Высота жилых помещений в К7/16 — 2.65—2.70 м, 9 квартир на площадке (5 однокомнатных, 2 двухкомнатных и 2 трёхкомнатных), мусоропровод, пассажирский и грузовой лифт. Незадымляемая лестничная клетка отделена от площадки тамбуром и лоджией. В домах К7/16 1-й и 17-й (технический) этажи нежилые. В К8/16 1-й этаж жилой, вместо трёх однокомнатных сделаны две двухкомнатные квартиры. Внешне немного похожи на серию II-68, но в отличие от неё лоджии расположены с обоих фасадов дома, с торца лоджий нет; в трёхкомнатной (угловой) квартире лоджия площадью больше 9 м².
- Комплексная серия 135 — комплексная серия 135 включает проекты крупнопанельных зданий различного назначения для строительства в городе, а также в сельской местности. Разработаны проекты одно-, двух-, трёх-, четырёх-, пяти-, девяти-, двенадцатиэтажных домов и различного набора блок-секций к ним, позволяющих компоновать дома различной конфигурации и протяжённости, общежитий различной вместимости, спальных корпусов санаториев, домов отдыха, школ, детских садов-яслей, домов со встроенно-пристроенными магазинами и другими помещениями общественного назначения.
- 4570-73/75 Разработана 1-м Центральным Военпроектом МО. Типовые 5-этажные дома для застройки военных гарнизонов.
- БПС-6 — серия шестнадцатиэтажных панельных домов.
- ММ-640 — серия кирпичных 9-этажных домов.

### 1980-е годы
- П-3
- П-4
- П-23
- П-30
- П-31
- П-42
- П-43
- П-44
- П-46
- П-47
- П-55
- АППС К-134
- КОПЭ

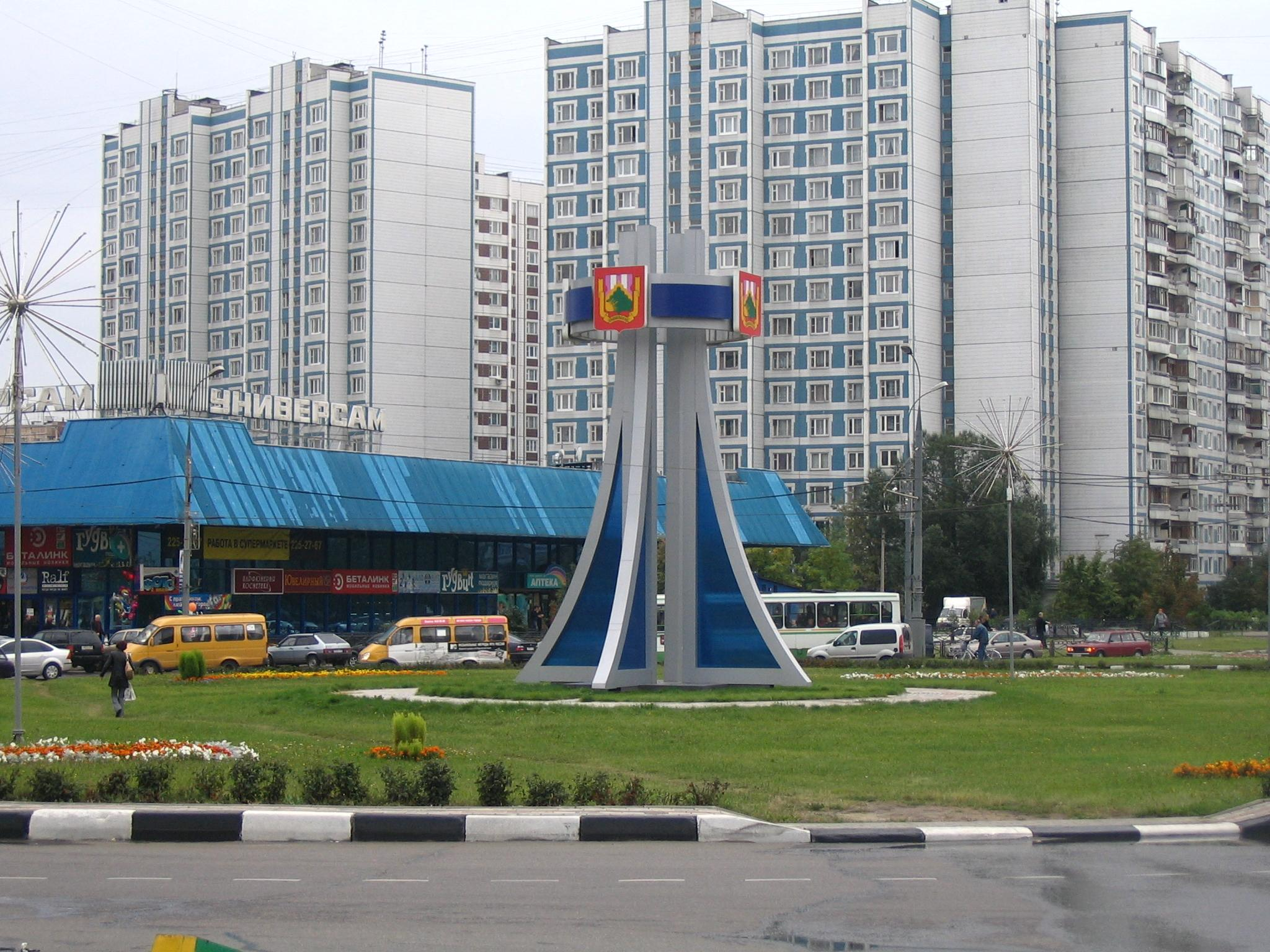
Центр района Новокосино. Серия П-44

В начале 1980-х годов в Москве предложена разработанная под руководством архитектора А. Г. Рочегова серия КОПЭ (композиционные объёмно-планировочные элементы), предназначенная для застройки «буферных зон» между новостройками и охраняемыми зонами памятников архитектуры и зонами массовой застройки, а также для «оживления» сложившихся районов. Первые дома этой серии возведены в 1982 году близ Воронцовского парка. Проект предусматривал возможность строительства домов до 22 этажей.
Вместе с тем во многих районах Москвы и других городов СССР продолжали возводиться стандартные панельные дома.

### 1990-е годы

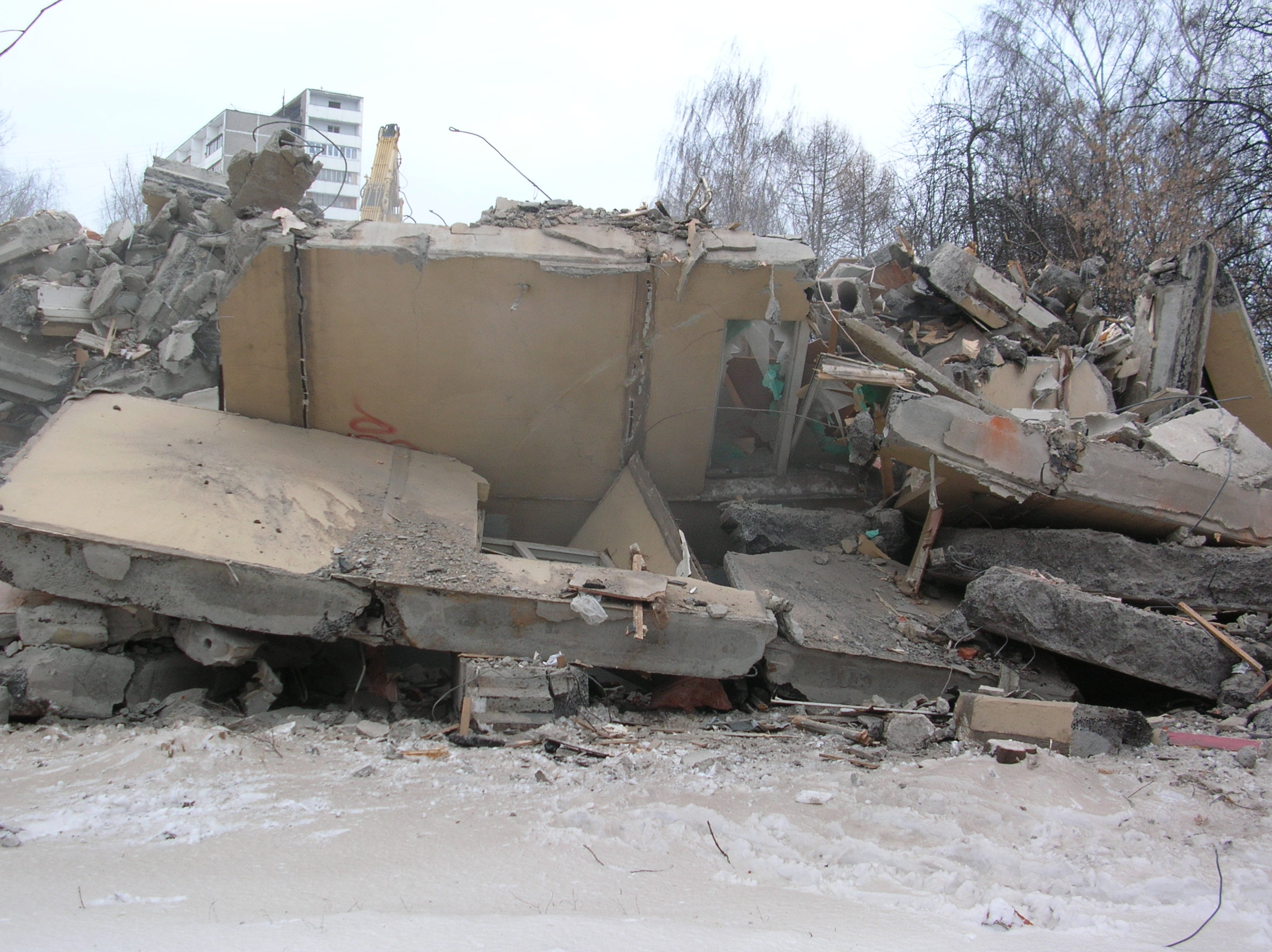
Руины снесённой хрущёвки в Москве

Территории сносимых 5-этажных панельных домов застраиваются 17—25-этажными жилыми домами, в основном новыми сериями панельных домов. Также продолжали строить панельные дома серий 1980—1991 гг.

### 2000-е годы
- ГМС-2001
- ИП-46С
- И-155

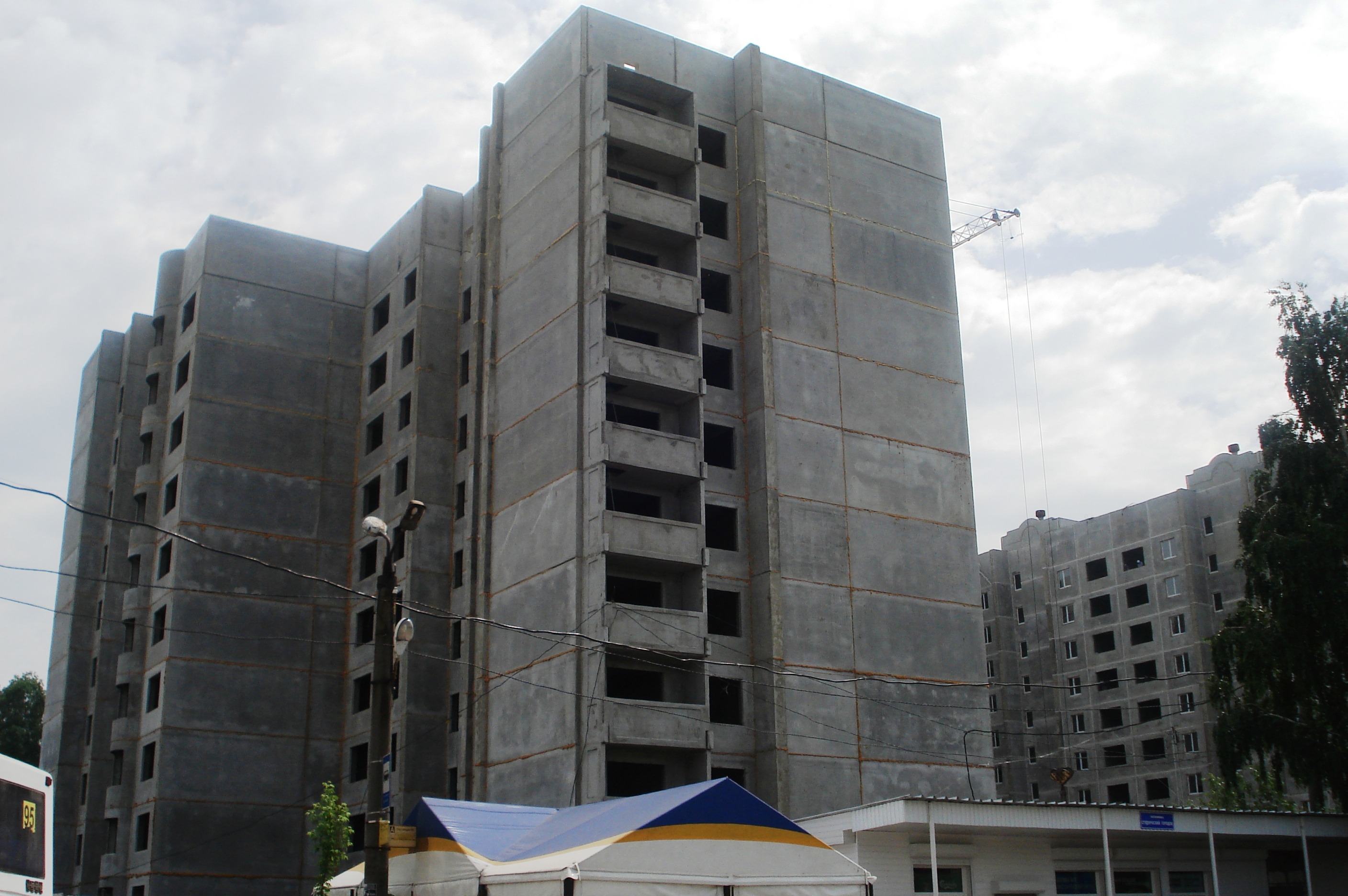
Строительство панельного дома серии 90В. Воронеж, студгородок ВПИ

Тепловой пункт (ЦТП) и присоединённое здание, г. Москва, ул. Верхние Поля

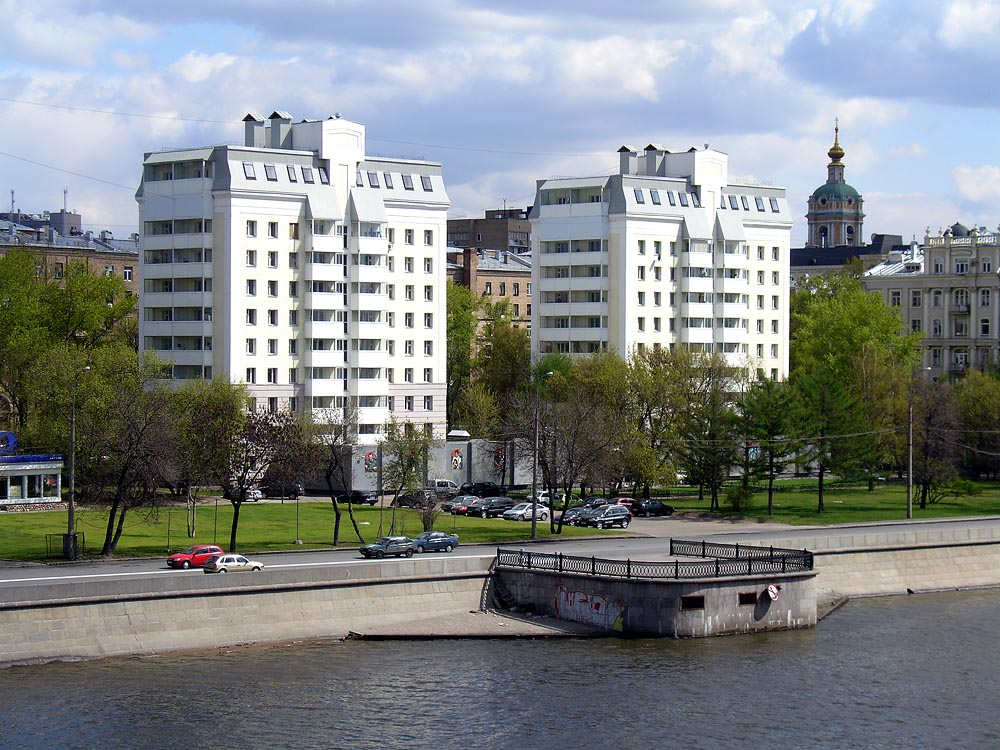
Типовые девятиэтажки серии II-18/09 1960-х годов по Краснохолмской набережной, реконструированные в начале 2000-х годов

- И-1723 — Наружные стены — из кирпича, внутренняя конструкция — из панелей
- И-1724
- КОПЭ — Высота жилых помещений — 2,64 м. Серия представляет собой дома из компоновочных (каталожных) объёмно-планировочных элементов (сокращённо «КОПЭ»), представляющих вертикальный блок в высоту дома и части секции в плане. Сочетающихся «КОПЭ» образуют разнообразные по архитектуре жилые дома-комплексы.
- КОПЭ-М «Парус» — Улучшенные планировки, в сравнении с предыдущими представителями серии КОПЭ, более 60 % площади фасадов — остекление.
- МЭС-84
- МПСМ
- П-3М — Высота жилых помещений — 2,64 м. Тип — панельные дома. Этажность от 8 до 17.
- П-44Т — модификация серии П-44, основной проект ДСК-1
- П-44ТМ — по сравнению с П-44Т увеличена площадь квартир
- П-44К
- П-55М
- П-46М
- П111М
- ПД-4
- ПБ-02 — при строительстве используются и панели, и блоки. «Прямой наследник» серии II-68 .
- Серия 75
- Серия 87 (Украина)
- Серия 83 (111-83) Дома серии 83 были призваны заменить серию 1-468.
- Серия 93м (111-93м) 1985 г. Разработчик: Мурманскгражданпроект, 9—10 этажей.
- Серия 97 (111-97)
- Серия 135 модифицированная в 2012 г. Тип — панельные дома. Этажность — от 3 до 9. Перекрёстно-стеновая конструктивная система с несущими поперечными стенами, с двумя внутренними и двумя наружными продольными несущими стенами (максимальный шаг несущих стен — 6,3 м), внутренние продольные стены расположены непрерывно по всей длине здания. Рабочие чертежи типовых модифицированных проектов разработаны по блок-элементному методу. Для районов с сейсмичность 8 баллов применяются типовые проекты 135-014с-9 м, 135-015с-9 м, 135-014с-9 м и др.
- Серия 141 (121—141)
- Серия 182 «Мобиль»
- Серия 600.11
- Серии 90ЛО и 90ЛО-м
- «Контакт-СП»
- Серия «Макаровская» или «Оптима»
- П-3м-7/23

### Серии монолитных домов

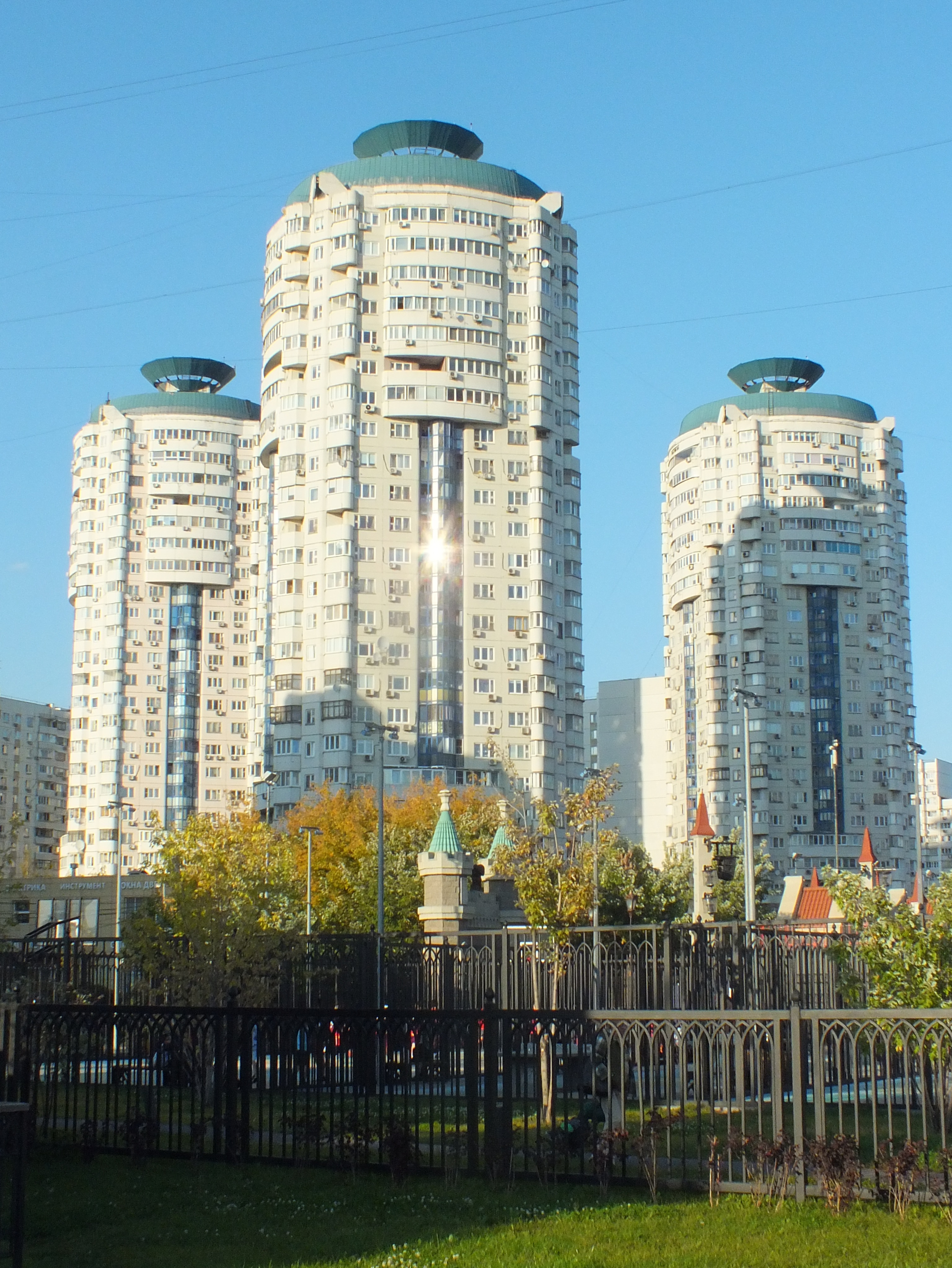
Три дома серии И-1820 с декоративными элементами в виде параболических отражателей (Марьино, построены в 2001 году)

Монолитные здания чаще всего возводятся по индивидуальным проектам, однако есть и несколько серий монолитных домов:
- Серия 103 (см. ниже)
- Серия III/17
- Колос
- Юникон

### Типы квартир и их характеристики
Есть несколько классификаций квартир. Распространённые сокращения и их расшифровка:
- Пг или Сталинки — Полногабаритные квартиры — это дома, построенные до хрущевских жилищных экспериментов (сталинские). Они имеют высокие потолки до 3,5 м, большие удобные кухни до 15 м², общая площадь квартир: до 110 м² трёхкомнатных и до 40 м² однокомнатных. Комнаты в этих квартирах изолированы, санузлы раздельные[источник не указан 4393 дня], большие лестничные площадки. Дома 3-, 5-этажные, как правило, кирпичные.
- Хр — Хрущёвки — это жилые 4- или 5-этажные дома, построенные в период хрущёвской жилищной программы, когда в послевоенное время страна нуждалась в массовом и недорогом строительстве жилья. Поэтому строились квартиры небольшой площади, достаточно компактные, как правило, со смежными комнатами, с невысокими потолками, общей площадью 60 м² трёхкомнатные, 43 м² двухкомнатные и 30 м² однокомнатные квартиры, с небольшими кухнями (5—6 м²), совмещёнными санузлами и балконами в некоторых квартирах.

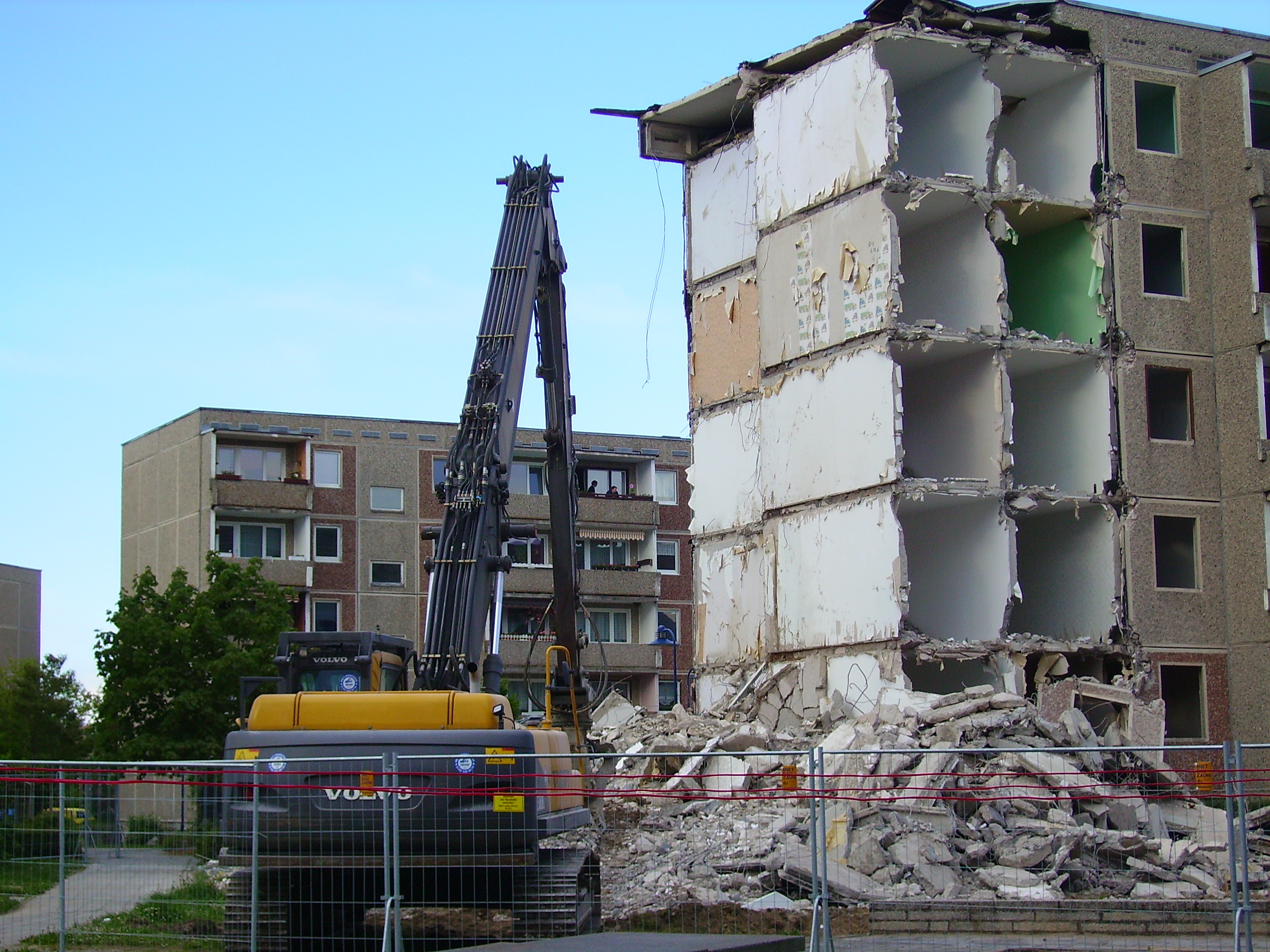
Снос панельного дома

- Тип. или Ст. — Типовая или Стандартная планировка квартир — это квартиры следующего (после хрущёвского времени) поколения: высота потолков от 2,6 м до 2,75 м, общая площадь квартир от 63 м² трёхкомнатных до 33 м² однокомнатных, кухни 6—7 м², комнаты в двухкомнатных изолированные, в трёхкомнатных — смежно-изолированные, санузлы, как правило, изолированы, имеются балконы и лоджии. Это 5-, 9-этажные дома с наличием мусоропровода и лифтами. Основная масса этих домов построена из железобетонных панелей.
- У/П — Квартиры улучшенной планировки. Как правило, это панельные и кирпичные 9-этажные дома с увеличенной площадью квартир: 69 м² трёхкомнатные, 53 м² двухкомнатные и 39 м² однокомнатные квартиры, также увеличена площадь кухонь до 9 м², все комнаты изолированы, санузлы раздельные, возможно наличие кладовки, имеются балконы и лоджии от 1 до 2-х. Дома оснащены лифтами и мусоропроводами. Также оборудована придомовая территория детской площадкой и капитальными наземными или подземными гаражами.
- Эл. — «Элитные» квартиры, или квартиры нового поколения. Не имеют ограничений по площади, разнообразны в своей планировке. Чаще всего будущий владелец сам планирует своё жильё. Снабжены большим количеством сервиса — это подземные гаражи, мусоропровод, лифты как пассажирские, так и грузовые, кладовые и овощехранилище, большие лестничные площадки, удобные подъездные пути, возможны тренажёрные залы, сауны и прочие помещения.

#### Характеристики разных типов на примерах разных серий
- 103 серия — Одна из самых первых, построена во всех республиках СССР. Дома этой серии построены из красного кирпича и белого бетона, дом 5-этажный, лифта, как правило, не имеет, но в некоторых домах имеется мусоропровод и 2 входа, на каждом этаже по 3 квартиры (на первом этаже 2 квартиры), по бокам 2—3 комнатные, а посередине 1-комнатные, всего по 14 квартир на каждый подъезд. У боковых квартир имеются лоджии, у однокомнатных таковые отсутствуют.
- 104 серия — Высокоэтажный дом, распространён по всему СССР, но их не так много. Дом 16-этажный, имеется пассажирский и грузовой лифт, мусоропровод. Отличается эта серия тем, что в каждой квартире имеется большая лоджия вдоль комнаты и кухни (подобно «Малосемейке»), и обычное окно.
- 108 серия — 5- и 9-этажные многосекционные панельные жилые дома. Серия была разработана ЛенЗНИИЭП в 1970-е годы. Основное преимущество — несущие продольные стены, которые перекрываются предварительно напряжёнными сплошными железобетонными плитами толщиной 160 мм, что позволяет без дополнительных затрат производить свободную планировку квартир любой площади на этаж-секции. Серию отличает и высокий коэффициент термосопротивления наружных стеновых панелей (3,25), который достигается трёхслойностью (бетон-пенополистирол-бетон) материала стен.
- 119 серия — Одни из первых 9-этажных домов. Один из поздних проектов, наряду с 602 серией имеется лифт и мусоропровод. В квартире, где 2 комнаты и больше, имеется 2 лоджии — одна побольше, другая поменьше.
- 467 серия — 9-этажный дом, имеется и лифт, и мусоропровод. Интересен проект подъезда: на каждом этаже по 4 квартиры, есть небольшое помещение, отделённое от лестничной клетки стенкой, вход на этаж через дверь (вероятно, чтобы отдалить двери квартир от запаха мусоропровода), в самом помещении установлен лифт. Всего квартир в каждом подъезде — 36. Имеется лоджия.
- 602 серия — одна из самых последних серий проектов жилых домов небольшой этажности (стандартно — 9 этажей). На этаже 4 квартиры. Проект интересен тем, что лифт и мусоропровод находятся между этажами лестничной клетки. Все двери квартир рядом, что в некоторых случаях создаёт проблемы соседям, желающим войти/выйти в одно время. В некоторых старых домах лифт расположен на самом первом этаже, на уровне входа в подъезд, в более новых лифт расположен на пол-этажа выше. Имеется лоджия.
- Малосемейка — дома построены по типу общежитий. Существуют 5-, 9-, 12-этажные дома. В таких квартирах имеется очень длинная лоджия, тянущаяся на кухню и комнату, большинство квартир на этаже 1-комнатные, 2-комнатных квартир на этаже всего две. Подъезд в доме только один. На этаже имеется очень много квартир и расположены они по типу общежития. 9-и 12-этажные дома оборудованы лифтом и мусоропроводом, 5-этажный дом имеет лишь мусоропровод.
- Литовский проект — (сокр. Литовка) дома, согласно названию придуманы в Литовской ССР, распространены в основном в Прибалтике. Существует только 5-, 9-этажные дома, мусоропровод и лифт только в многоэтажках, на этаже расположено по 3-4 сравнительно больших квартиры (при этом кухня, санузел и коридор в сумме занимают примерно 14 м²), имеется лоджия, кухня во всех квартирах одинаковая — 6,5 м².

## Панели для жилых домов для соцкультбыта
В 1955—1958 гг. группой архитекторов под руководством Валериана Кирхоглани мастерской № 10 Ленпроекта (ныне ЛенНИИпроект) разработаны проекты типовых детских садов с использованием стандартной продукции ДСК. Разработка типовых проектов каркасно-панельных детских садов велась с 1964 года. Проект детского сада серия 1-335А-211 — применял панели, выпускаемые для возведения жилых домов серий 1-335А. Существовали две модификации — одноэтажное здание на 140 и двухэтажное здание на 280 детей. Проекты мастерской № 4 — серия 2С-04 — были разработаны усилиями архитекторов В. Берёзкиной и В. Масловым аналогично на 140 и 280 детей. Проекты этих мастерских оказались схожи, так как все детские сады в плане были Н-образны. Эти типы детских садов использовались при возведении ленинградских жилых кварталов в 1970-х годах. Массовое строительство детских садов в Ленинграде с начала восьмидесятых годов велось по типовому проекту 212-2-3ЛГ, разработанному архитектором М. Садовским.

## В других странах

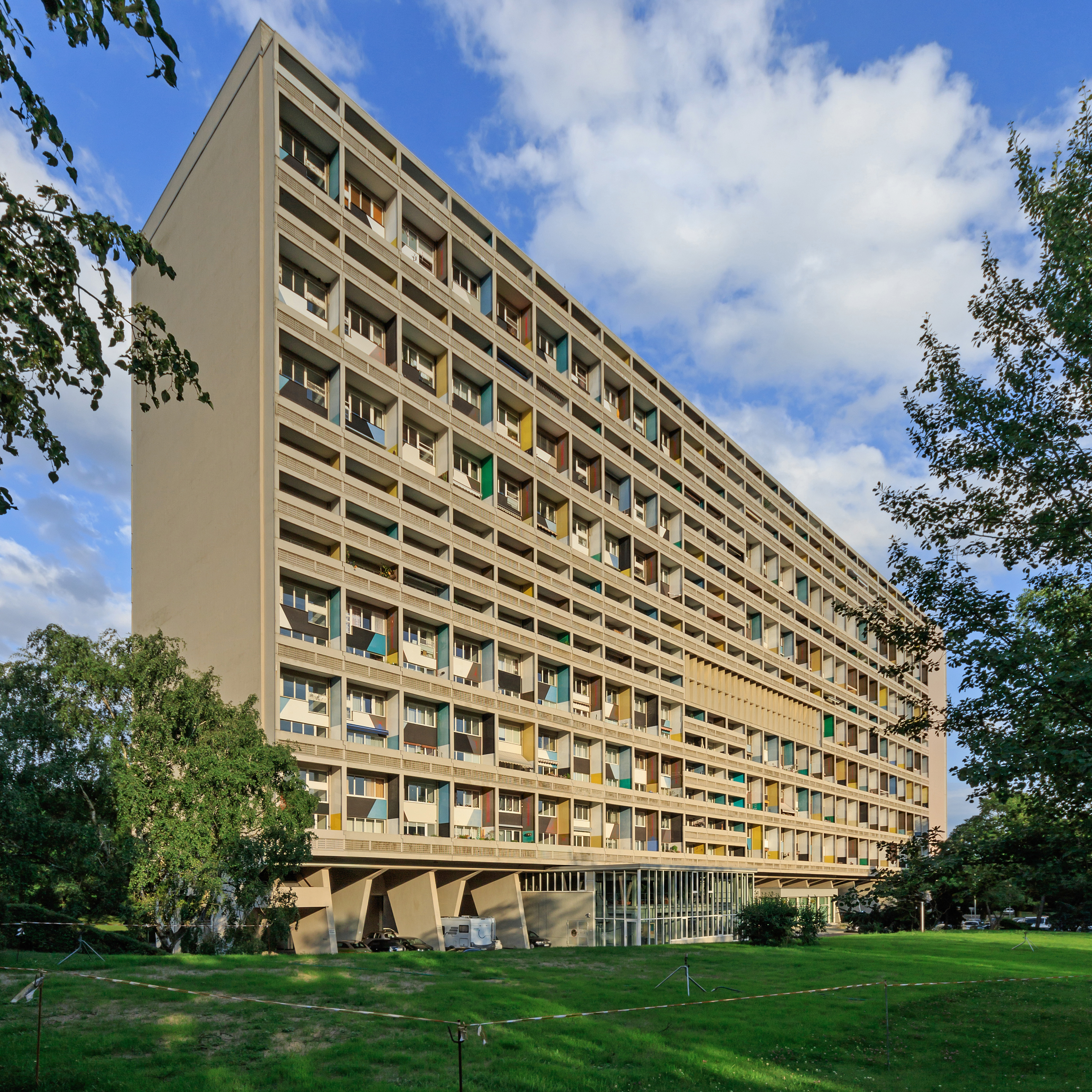
Проект архитектора-модерниста Ле Корбюзье в Берлине

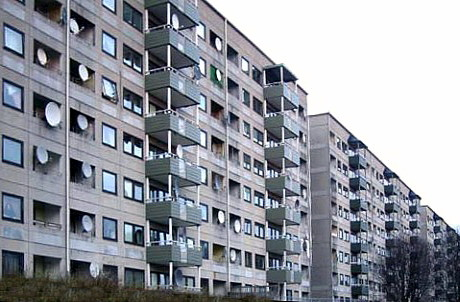
Дома в Хамаркюллене, пригороде Гётеборга

Во Франции для выставки «Осенний Салон» 1922 года Эдуард Ле Корбюзье и Пьер Жаннере представили проект «Современный город на 3 млн жителей», в котором предлагалось новое видение города будущего. Впоследствии этот проект был преобразован в «План Вуазен» (1925) — развитое предложение по радикальной реконструкции Парижа. Планом Вуазен предусматривалось строительство нового делового центра Парижа на полностью расчищенной территории. Для этого предлагалось снести 240 гектаров старой застройки. Восемнадцать одинаковых небоскрёбов-офисов в 50 этажей по плану располагались свободно, на достаточном расстоянии друг от друга. Застраиваемая площадь составляла при этом всего 5 %, а остальные 95 % территории отводились под магистрали, парки и пешеходные зоны. «План Вуазен» широко обсуждался во французской прессе и стал своего рода сенсацией.
В 1924 году по заказу промышленника Анри Фрюже в посёлке Пессак под Бордо был возведён по проекту Корбюзье городок «Современные дома Фрюже» (Quartiers Modernes Frugès). Этот городок, состоящий из 50 двух-трёхэтажных жилых домов, был одним из первых опытов строительства домов сериями (во Франции). Здесь применены четыре типа здания, различные по конфигурации и планировке — ленточные дома, блокированные и отдельно стоящие. В этом проекте Корбюзье пытался найти формулу современного дома по доступным ценам — простых форм, несложного в строительстве и обладающего при этом современным уровнем комфорта.
На Международной выставке современных декоративных и промышленных искусств 1925 года в Париже по проекту Корбюзье был построен павильон «Эспри Нуво» (L’Esprit Nouveau). Павильон включал в себя жилую ячейку многоквартирного дома в натуральную величину — экспериментальную квартиру в двух уровнях. Похожую ячейку Корбюзье использовал позже, в конце 40-х годов, при создании своей Марсельской Жилой Единицы. Марсельский блок (1947—1952) — это многоквартирный жилой дом в Марселе, расположенный особняком на просторном озеленённом участке. Корбюзье использовал в этом проекте стандартизированные квартиры «дуплекс» (в двух уровнях) с лоджиями, выходящими на обе стороны дома. Внутри здания — в середине по его высоте — расположен общественный комплекс услуг: кафетерий, библиотека, почта, продуктовые магазины и прочее. На ограждающих стенах лоджий впервые в таком масштабе применена раскраска в яркие чистые цвета — полихромия. Подобные Жилые Единицы (частично видоизменённые) были возведены позже в городах Нант-Резе́ (1955), Мо (1960), Брие-ан-Форе (1961), Фирмини (1968) (Франция), в Западном Берлине (1957). В этих постройках воплотилась идея «Лучезарного города» Корбюзье — города, благоприятного для существования человека.

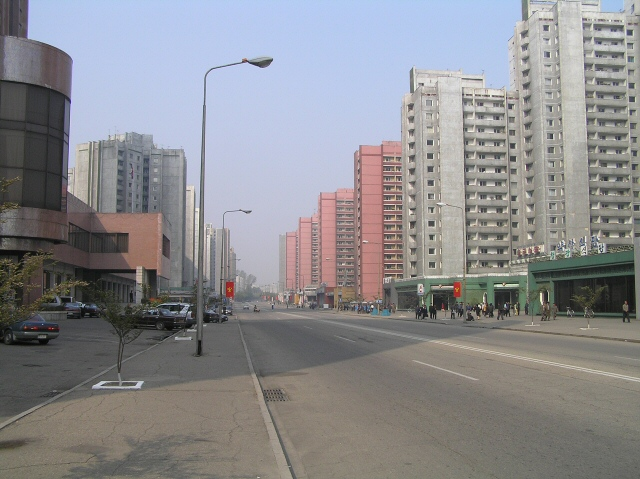
Улица Чанван в Пхеньяне, КНДР

В 1950 году, по приглашению индийских властей штата Пенджаб, Корбюзье приступил к осуществлению самого масштабного проекта своей жизни — проекта новой столицы штата, города Чандигарх. Как и в Марсельском блоке, для наружной отделки применена особая технология обработки бетонной поверхности, так называемый «béton brut» (с фр. — «необработанный бетон»). Эта техника, ставшая особенностью стилистики Ле Корбюзье, была подхвачена позже многими архитекторами Европы и стран других регионов, что позволило говорить о возникновении нового течения «брутализм». Брутализм получил наибольшее распространение в Великобритании (особенно в 1960-е годы) и в СССР (особенно в 1980-е годы). К началу 1980-х годов Западную Европу захлестнула волна протестов против такого рода застройки. Со временем брутализм стал восприниматься как воплощение худших качеств современной архитектуры (отчуждённость от потребностей человека, бездушность, клаустрофобичность и т. д.), и его востребованность сошла на нет.
Построенный по плану город Бразилиа, столица Бразилии, был создан как воплощение видения Ле Корбюзье, и включает некоторые знаменитые во всём мире образцы типовых жилых зданий, разработанные им в 1920—1940-х годах.

## Архитекторы типовых проектов
- В. П. Лагутенко — советский инженер-строитель, разработчик первой серии домов-хрущёвок (см. К-7 (серия домов)).
- Н. А. Остерман
- Г. П. Павлов

## В произведениях культуры

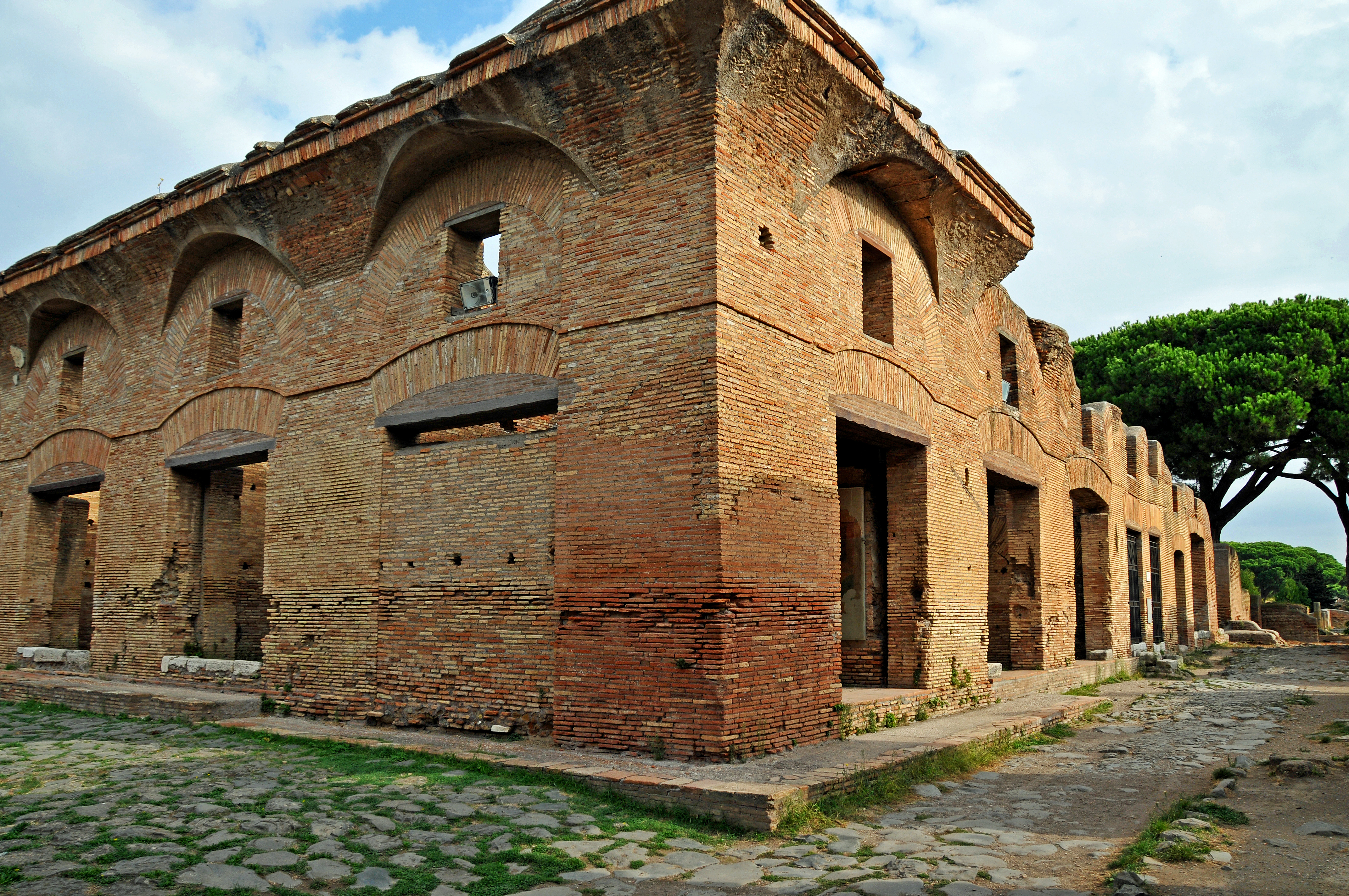
Инсула

Гостинка во Владивостоке

В советские годы типовая архитектура широко использовалась по всей стране. Районы новостроек в различных городах были похожи друг на друга.
- Парадоксальность и курьёзность такой ситуации обыграна, например, в фильме «Ирония судьбы, или С лёгким паром!».
- В книге и мультфильме «Баранкин, будь человеком!» 1963 года подобные дома были названы «человейники».